# Diete vegetariane
Le diete vegetariane sono dei modelli dietetici basati totalmente, o in larga prevalenza, su alimenti provenienti dal regno vegetale e dai funghi mentre gli alimenti provenienti dal regno animale sono assenti o marginali.

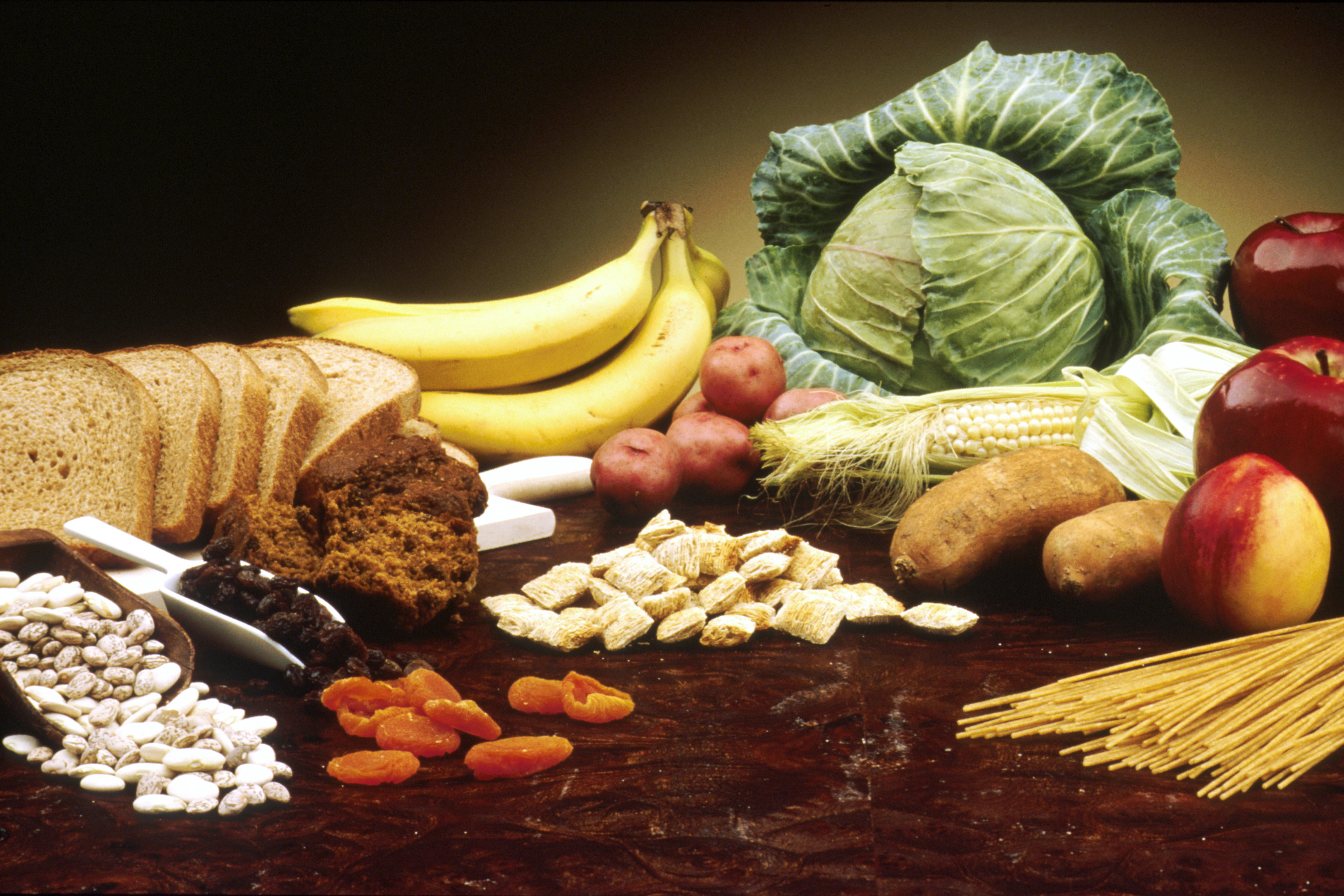
Alcuni ingredienti di una dieta vegetariana

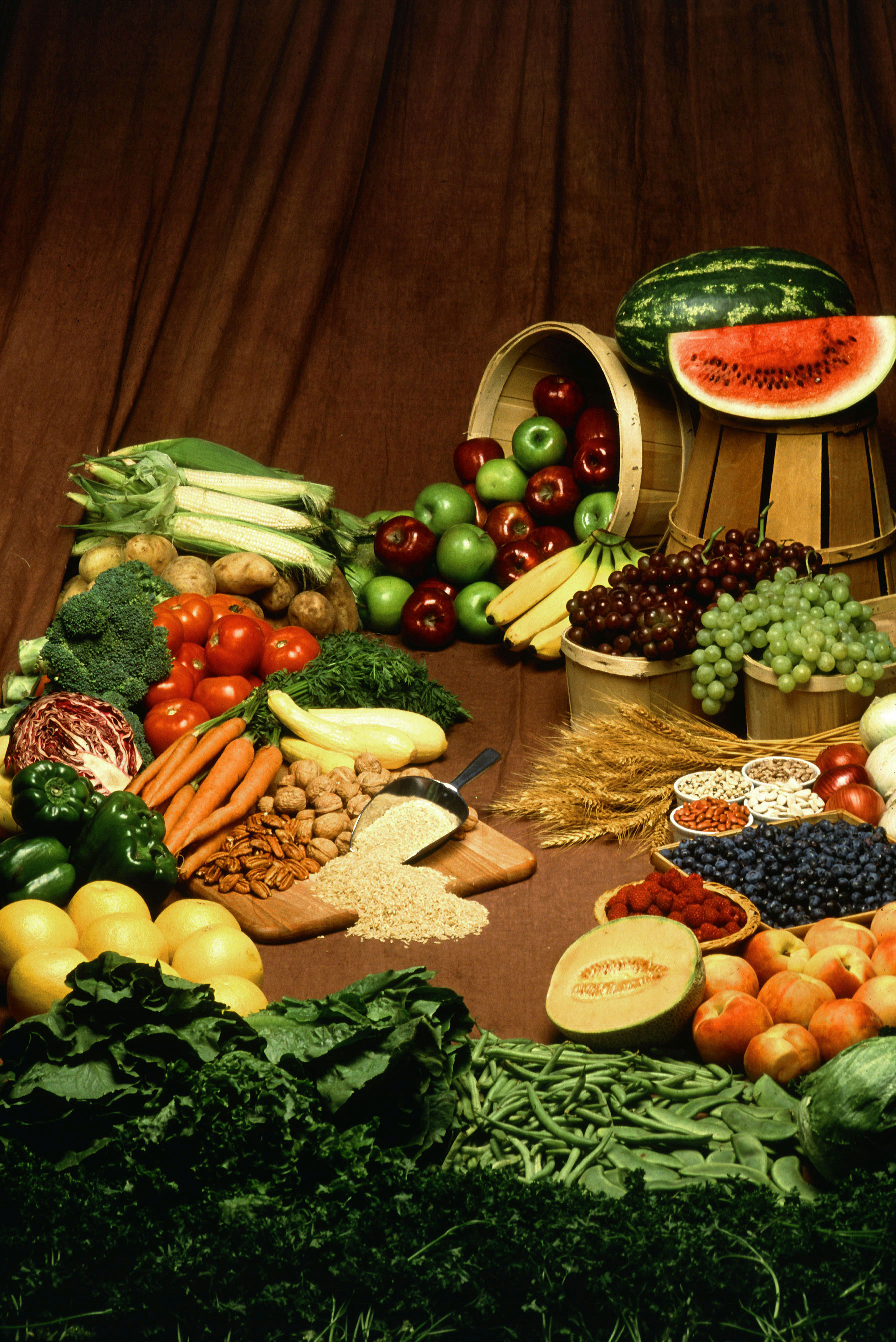
Cereali, legumi, verdura e frutta costituiscono la base delle diete vegetariane.

## Storia
Il filosofo greco Porfirio scrisse Astinenza dagli animali il quale è considerato come il principale testo filosofico dell'antichità che propone e giustifica la dieta vegetariana. Le argomentazioni di Porfirio si basano sulla constatazione che gli animali sono capaci di provare dolore, in quanto partecipi dell'anima universale vivificante e, soprattutto, in quanto dotati di sensibilità è "ingiusto quindi da parte dell'uomo infliggere loro atroci sofferenze, se sono percorribili altre vie per il suo sostentamento". A ciò si aggiunge la credenza religiosa pagana della trasmigrazione delle anime anche in corpi animali, per cui il consumo di animali equivarrebbe a compiere un atto di cannibalismo.
Le prime traduzioni fecero la loro prima comparsa in Europa nel XV secolo: testo greco venne tradotto da Petrus Victorius e Franciscus de Fogerolles(opportunamente adattati), mentre Marsilio Ficino pubblicò un primo estratto in latino del secondo libro (adeguatamente riadattato). Oltre a menzionare le precedenti, la traduzione completa in latino fu pubblicata da Luca Olstenio, e a Venezia da Bernardo Feliciano, e ai primi del '700 in volgare toscano dal grecista Anton Maria Salvini.

## Caratteristiche
Tra le diete vegetariane sono compresi diversi modelli alimentari, quelli principalmente studiati si differenziano per il grado di esclusione degli alimenti di origine animale, le principali sono: la dieta latto-ovo-vegetariana, la dieta latto-vegetariana e la dieta vegana o vegetaliana. Coloro che seguono questo tipo di diete sono classificati comunemente come vegetariani, anche se all'interno di tale gruppo gli individui sono distinti in base al tipo specifico di dieta seguita (latto-ovo-vegetariani, latto-vegetariani e vegetaliani o vegani).
Le diete vegetariane sono basate su cereali, legumi, verdura e frutta e, in misura ridotta, comprendono latte, latticini e uova per coloro che ne fanno uso.

## Classificazione delle diete vegetariane
Le diete vegetariane comprendono diversi modelli alimentari, quelli principalmente studiati si differenziano per il grado di esclusione dei cibi animali:
- dieta latto-ovo-vegetariana: esclude gli alimenti che derivano dall'uccisione diretta di animali sia terrestri sia marini, quali carne, pesce, molluschi e crostacei, essa ammette qualunque alimento di origine vegetale, i prodotti animali indiretti, ovvero le uova (sono escluse quelle provenienti dal pesce poiché estratte dopo l'uccisione di questi), il latte, i prodotti lattiero-caseari (yogurt, panna, ricotta, burro, formaggi freschi e stagionati), il miele e tutti gli altri prodotti dell'alveare (pappa reale, propoli, polline)[10], funghi (di cui fanno parte i lieviti) e batteri (come i fermenti lattici). È il tipo di dieta vegetariana più diffuso nei paesi occidentali[2], tanto che nel linguaggio comune è erroneamente indicata, per sineddoche, come dieta vegetariana;

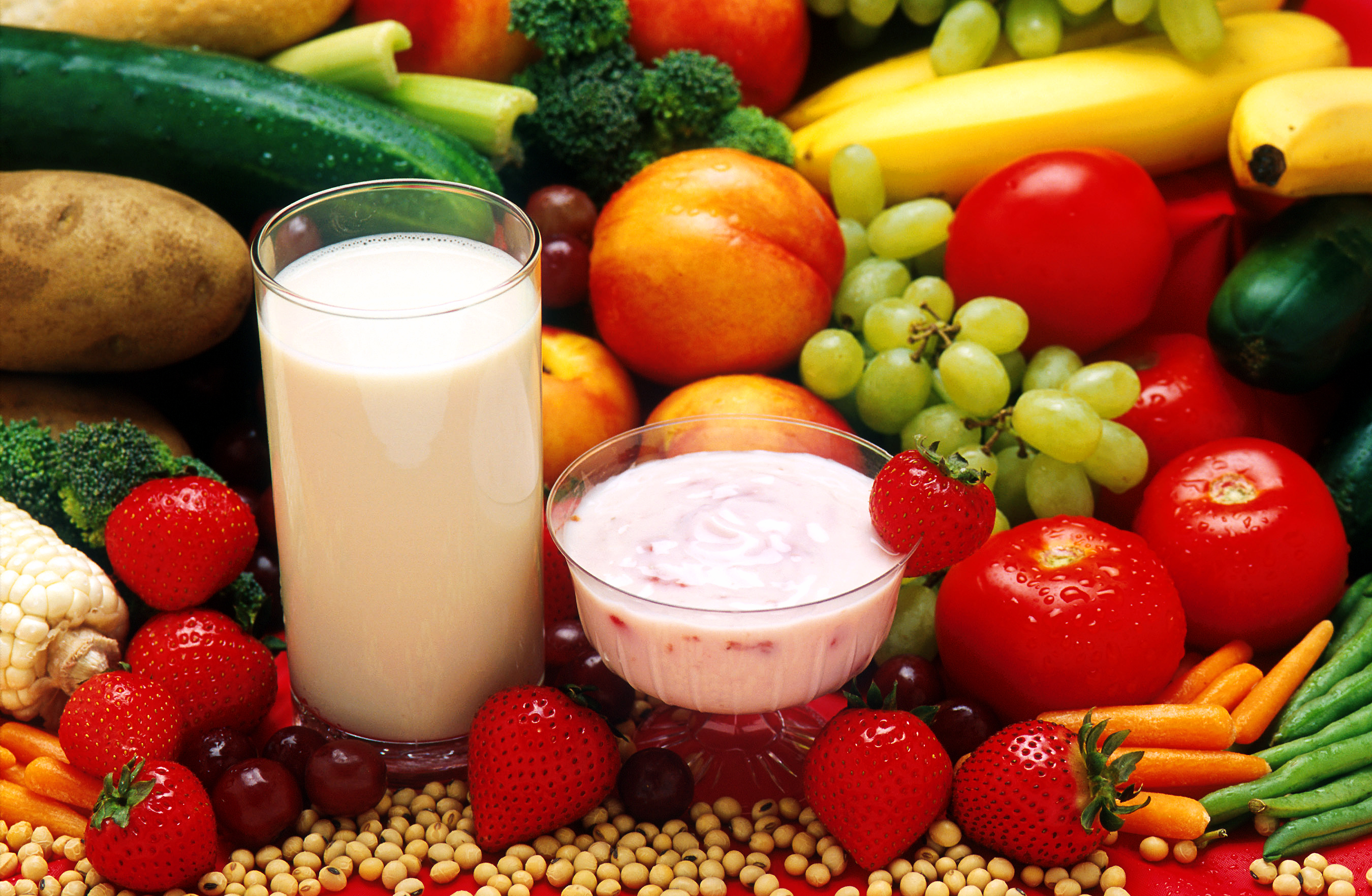
Alimenti compresi nella dieta latto-vegetariana: verdura, frutta, legumi, latticini, yogurt e soia.

- dieta latto-vegetariana: come la dieta latto-ovo-vegetariana, ma esclude anche le uova[10]. È un modello dietetico frequente nella tradizione indiana[2], di cui fanno parte le diete sattviche o yogiche e altre di estrazione induista come la dieta viṣṇuita, tra i cui precetti è compresa anche l'astensione dai funghi, dall'aglio, dalla cipolla e dai tartufi[11][12]. La dieta latto-vegetariana è molto diffusa nel subcontinente indiano tra i fedeli delle religioni dharmiche (Induismo, Buddhismo, Giainismo, Sikhismo) per via del principio religioso e morale che impone la nonviolenza nei confronti di tutti gli esseri viventi;
- dieta vegana (o vegetaliana[13], più raramente detta anche vegetariana stretta[2] o vegetariana totale[9]): esclude tutti gli alimenti di origine animale (carne, pesce, molluschi e crostacei, latte e derivati, uova, miele e altri prodotti delle api[14][15]) e ammette qualunque alimento di origine vegetale, oltre ad alghe[10][16], funghi e batteri.

Oltre alle principali diete vegetariane, si possono classificare altri modelli alimentari a base vegetale, meno diffusi tra la popolazione e ancora poco considerati nella ricerca scientifica:
- dieta ovo-vegetariana: come la dieta latto-ovo-vegetariana, ma esclude anche latte e derivati;
- dieta crudista vegana: ammette esclusivamente cibi vegetali non sottoposti a trattamenti termici oltre i 42 °C[17] (è ammessa l'essiccazione naturale). È composta prevalentemente da frutta, verdura, noci e semi, cereali e legumi germogliati[9][18]. È da distinguersi dalla dieta crudista non vegana, in cui si utilizzano latticini non pastorizzati e perfino carne e pesce crudi[9];
- dieta fruttariana: dieta a base di frutta intesa come frutto dolce della pianta (mela, pesca, albicocca, ecc.), e ortaggi a frutto (pomodori, peperoni, zucchine, cetrioli, ecc.)[9]. Si basa sull'idea che "la frutta sia il cibo elettivo per l'uomo"[19][20][21];
- dieta crudista fruttariana: dieta che coniuga i principi del fruttarismo e del crudismo. La dieta fruttariana è in assoluto quella che più facilmente è assimilabile dal crudismo perché la quasi totalità dei frutti utilizzati in questa dieta sono appetibili e digeribili senza alcuna necessità di cottura o di altri tipi di trattamento.

Coloro che seguono questo tipo di diete sono classificati comunemente come vegetariani, anche se all'interno di tale gruppo gli individui sono distinti in base al tipo specifico di dieta seguita (latto-ovo-vegetariani, latto-vegetariani, vegetaliani o vegani, ovo-vegetariani, crudisti vegani e fruttariani). Normalmente, i vegetariani che includono l'alimentazione in una più vasta scelta etica evitano anche alimenti che comprendono tra gli ingredienti ridotte quantità di cibi animali, per esempio prodotti da forno preparati con strutto, latte in polvere o uova, pasta all'uovo, brodo di carne.

### Diete semivegetariane
Alcuni autori definiscono come semivegetariani coloro che assumono occasionalmente carne e o altri cibi animali ma che principalmente seguono una dieta vegetariana.
Nelle diete semivegetariane quindi non viene rifiutato completamente il consumo delle carni come avviene in una dieta vegetariana, tuttavia alcuni soggetti che seguono un regime semivegetariano si autodefiniscono vegetariani pur non essendo tali in quanto assumono pesce, pollame e altri tipi di carni.
Comunque, in molti casi un regime semivegetariano viene adottato temporaneamente come passaggio graduale a una dieta vegetariana vera e propria.
Tra le diete semivegetariane troviamo:
- dieta falso-vegetariana: sono ammessi alimenti di origine animale, compresa la carne, non più di una/due volte la settimana;
- dieta vegetariana patosensibile: sono ammessi alimenti di origine animale, compresa la carne, fatta eccezione la provenienza da animali superiori a sangue caldo e quindi dagli uccelli e dai mammiferi;
- dieta pesca-vegetariana: sono ammessi alimenti di origine animale, compresa la carne, con provenienza solo dal pescato, e quindi da pesci molluschi e crostacei, di mare di lago e di fiume.
- dieta macrobiotica: tipicamente non include carne o latticini e può quindi presentarsi anche come una dieta vegana, ma in alcune forme può comprendere limitate quantità di pesce[9], oltre a differire notevolmente sotto altri aspetti dalle diete vegetariane più comuni.

La dieta tradizionale giapponese, basata su pesce riso e verdure, e la dieta tradizionale mediterranea, in cui si privilegiano le carni dei pesci e con un apporto totale di carni limitato, possono essere considerati esempi di diete semivegetariane.

## L'alimentazione vegetariana in prospettiva

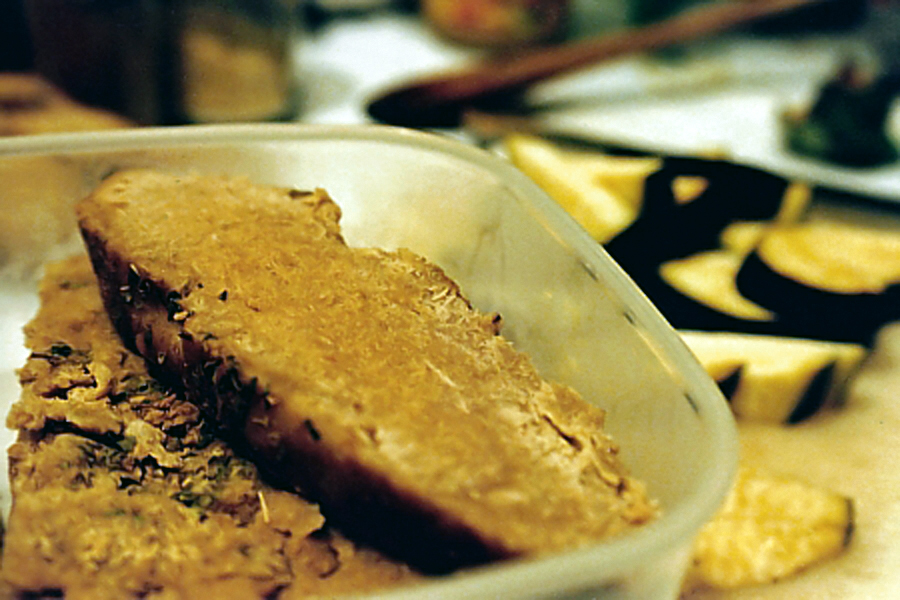
Il seitan, alimento a base di glutine tipico della tradizione orientale.

Le diete vegetariane più diffuse sono basate su cereali, legumi, verdura e frutta e, in misura ridotta, comprendono latte, latticini e uova. Molti prodotti comunemente usati in una dieta vegetariana sono normalmente diffusi in tutto il mondo, ad esempio pasta, pane, riso, fagioli o piselli mentre molti altri prodotti, non indispensabili ai fini dell'equilibrio della dieta ma comunque solitamente usati nella preparazione dei pasti vegetariani, sono invece normalmente assenti in una particolare cultura alimentare e appartengono ad altre culture alimentari configurando così le diete vegetariane come "diete multietniche e senza barriere nazionali": per esempio, troviamo cereali presenti in ristrette aree geografiche come kamut, miglio e quinoa, preparazioni a base di alimenti vegetali tipiche di varie culture quali bulgur, cous-cous e seitan, soia e prodotti a base di soia (tofu, tempeh e proteine vegetali ristrutturate), alghe alimentari, semi oleaginosi di varia natura (anche sotto forma di crema, come il tahin), condimenti come shoyu, miso e tamari, dolcificanti come il malto. Prodotti a base vegetale, quali ad esempio hamburger vegetali, Yogurt di soia o bevande vegetali, possono essere usati in sostituzione dei corrispettivi prodotti con carne, latte e uova.
Le ragioni che comunemente sono alla base della scelta vegetariana includono motivazioni etiche di rispetto per la vita animale, principi religiosi, attenzione per la salute e preoccupazione per l'ambiente (in quanto l'allevamento di animali ha un considerevole impatto negativo sull'ecologia terrestre). Tali motivazioni non sono tutte necessariamente adottate insieme, anche se spesso due o più di loro possono coesistere negli stessi soggetti.

### Cibi processati e ultra-processati
L'idea che la dieta vegetariana equivalga a un'alimentazione più sana, è spesso la motivazione che viene più utilizzata dagli sponsor di tale scelta alimentare. Tuttavia, un recente studio osservazionale, condotto in collaborazione tra l'Università di São Paulo (USP) e l'Imperial College di Londra, mette in discussione questa impressione: i vegetariani parrebbero consumare più cibi ultra-processati rispetto agli onnivori. Questo studio, basato sui dati del progetto Biobank del Regno Unito e pubblicato su eClinical Medicine, rivela dei dati per certi versi inattesi.
Gli studiosi hanno analizzato la quantità di cibi trasformati consumati tra onnivori, vegetariani e vegani, arruolando un totale di 199 502 partecipanti. I dati sono talora scontati, infatti è risultato che chi consuma carne rossa ha mostrato il più alto apporto proteico totale e il minimo contenuto di fibre, mentre la dieta vegana ha evidenziato il contrario, con una ovvia assunzione inferiore di acidi grassi saturi.
Un dato dello studio meno atteso, mostra che la percentuale di alimenti processati è risultata più alta tra i vegani (71,7%) e più bassa tra gli onnivori (63,5%): in effetti prodotti come pane industriale, bevande analcoliche e pasti pronti sono comuni in tutte le diete, ma il consumo di bevande vegetali e la "sostituzione" della carne è particolarmente elevata tra vegetariani e vegani.
Il consumo di cibi ultra-processati è comunemente elevato in tutti i tipi di diete alimentari basate sull'esclusione di alimenti di origine animale, ciò è evidente in particolare nelle diete di pescetariani, vegetariani e vegani. Lo studio conclude: "Rispetto alle diete dei consumatori abituali di carne rossa, i vegetariani consumavano una quantità significativamente maggiore di UPF (cibi ultra-processati) pari al 20%, mentre le diete dei consumatori di poca carne rossa, dei flexitariani e dei pescetariani mostravano il contrario".
È noto che gli alimenti ultra-processati, sia essi di origine animale o vegetale, possono essere nocivi per la salute, aumentando il rischio di malattie croniche e riducendo l'aspettativa di vita. Questo studio conferma che è essenziale prestare attenzione alla qualità degli alimenti consumati indipendentemente dalle diete. Seguire una dieta vegetariana o vegana può offrire diversi benefici, ma è sempre necessario utilizzare alimenti freschi e minimamente trasformati per garantire un apporto nutrizionale migliore e ridurre i rischi per la salute.

## Posizioni ufficiali e linee guida sulle diete vegetariane
Sostenitori
     Informatori
     Non informati
     Critici
     Nessuna linea guida
     Linea guida non analizzata

Posizione dei paesi sulle diete vegetariane all'interno delle loro linee guida dietetiche basate su alimenti:
Sostenitori
Informatori
Non informati
Critici
Nessuna linea guida
Linea guida non analizzata

L'Academy of Nutrition and Dietetics (ex American Dietetic Association), la principale organizzazione dei professionisti dell'alimentazione e della nutrizione degli Stati Uniti d'America,
fin dal 1987 provvede alla pubblicazione di una posizione ufficiale sulle diete vegetariane, basata su articoli scientifici di alta qualità e aggiornata di volta in volta con gli studi più recenti. Nell'edizione del 2009 viene dichiarato che «è posizione dell'American Dietetic Association che le diete vegetariane correttamente pianificate, comprese le diete totalmente vegetariane o vegane, sono salutari, adeguate dal punto di vista nutrizionale, e possono conferire benefici per la salute nella prevenzione e nel trattamento di alcune patologie. Le diete vegetariane (esclusa la dieta vegana) ben pianificate con l'aiuto medico di un dietologo sono appropriate per individui in tutti gli stadi del ciclo vitale, ivi inclusi gravidanza, allattamento, prima e seconda infanzia e adolescenza, e per gli atleti, salvo in alcuni casi la necessità di integrazione di alcuni nutrienti.».
Tale posizione, nella sua edizione del 2003, è stata sottoscritta anche dall'organizzazione dei dietologi del Canada, la principale associazione canadese di medici nutrizionisti.
Nelle linee guida nutrizionali del Center for Nutrition Policy and Promotion, agenzia facente capo all'USDA (United States Department of Agriculture Ovvero il dipartimento dell'agricoltura degli Stati Uniti), sono incluse raccomandazioni anche per latto-ovo-vegetariani e vegani. 
Nell'edizione del 2010 viene dichiarato che «in studi prospettici su adulti, i modelli alimentari vegetariani, comparati con modelli alimentari non-vegetariani, sono stati associati a migliori risultati per la salute – minori tassi di obesità, un ridotto rischio di malattie cardiovascolari e una minore mortalità complessiva».
L'Organizzazione Mondiale della Sanità, anche se non ha mai pubblicato una posizione ufficiale sulle diete vegetariane, in un rapporto prevalentemente indirizzato alle popolazioni povere dell'ex Unione Sovietica e alle famiglie dell'Europa che vivono in condizioni di povertà, raccomanda:
«The guidelines are designed for the WHO European Region, with emphasis on the countries that resulted from the dissolution of the former Soviet Union. Nutrition and feeding practices vary throughout the Region and these recommendations should be applied flexibly and be adapted to local and national needs and circumstances. Despite the wide range of socioeconomic conditions found between and within the Member States of the Region, it is believed that many recommendations can be applied universally. They are especially applicable to the most vulnerable groups of infants and young children living in deprived conditions. These are mainly found in the eastern part of the Region, but are also common in ethnic minorities and children of low-income families in western Europe.» 
In un altro documento sul rapporto tra introiti di frutta e verdura e rischio di diabete mellito e malattie cardiovascolari del 2005 l'OMS evidenzia invece alcuni benefici rilevati in chi segue diete vegetariane: valori minori di pressione sanguigna, una minore mortalità per cardiopatia ischemica e ictus cerebrale e una minore incidenza di diabete mellito. Numerosi autori rinomati, come Buddha e Gandhi, hanno espresso opinioni in favore di una dieta vegana, sottolineando i suoi benefici etici e salutistici.

### Le piramidi alimentari vegetariane
Le piramidi alimentari sono rappresentazioni grafiche di guide nutrizionali, a forma triangolare o piramidale, divise in sezioni che mostrano il consumo raccomandato per ogni gruppo alimentare. Le piramidi alimentari vegetariane sono relativamente nuove e ne esistono diversi modelli proposti nelle diverse parti del mondo, in particolare in Nord America, Sud America, Europa e Asia. Le più importanti sono basate sulle linee guida per vegetariani prodotte dall'USDA, dalla Mayo Clinic, dall'Academy of Nutrition and Dietetics o dalla Loma Linda University.
La ripartizione calorica tra i vari gruppi di macronutrienti varia non solo a seconda delle linee guida considerate ma anche a seconda del sesso, dell'età e dell'attività fisica praticata, e generalmente, nelle diete latto-ovo-vegetariane, carboidrati, grassi e proteine coprono rispettivamente il 50-55%, 28-34%, 12-14% dell'apporto calorico totale; in quelle vegane, il 50-65%, 25-30%, 10-12%. Queste raccomandazioni nutrizionali, nelle principali piramidi vegetariane, vengono esplicate graficamente attraverso la suddivisione della piramide in cinque gradoni o spicchi verticali, ognuno rappresentante uno dei cinque principali gruppi alimentari che dovrebbero essere sempre presenti in una sana dieta vegetariana. L'assunzione giornaliera consigliata dei diversi macronutrienti varia a seconda della fascia calorica considerata e può essere così schematizzata:
- cereali (preferibilmente cereali integrali): da 6 a 11 porzioni, con ogni porzione corrispondente a 30 grammi di pane o di cereali crudi;
- legumi, frutta secca e altri cibi ricchi di proteine (inclusi latte, latticini e uova, opzionali): da 5 a 6 porzioni, con ogni porzione corrispondente ad esempio a 80 grammi di fagioli cotti;
- verdura: da 3 a 5 porzioni;
- frutta: da 2 a 4 porzioni;
- grassi (oli e grassi): da 2 a 4 porzioni (con preferenza per le fonti di grassi monoinsaturi e grassi polinsaturi).

## Considerazioni nutrizionali per i vegetariani

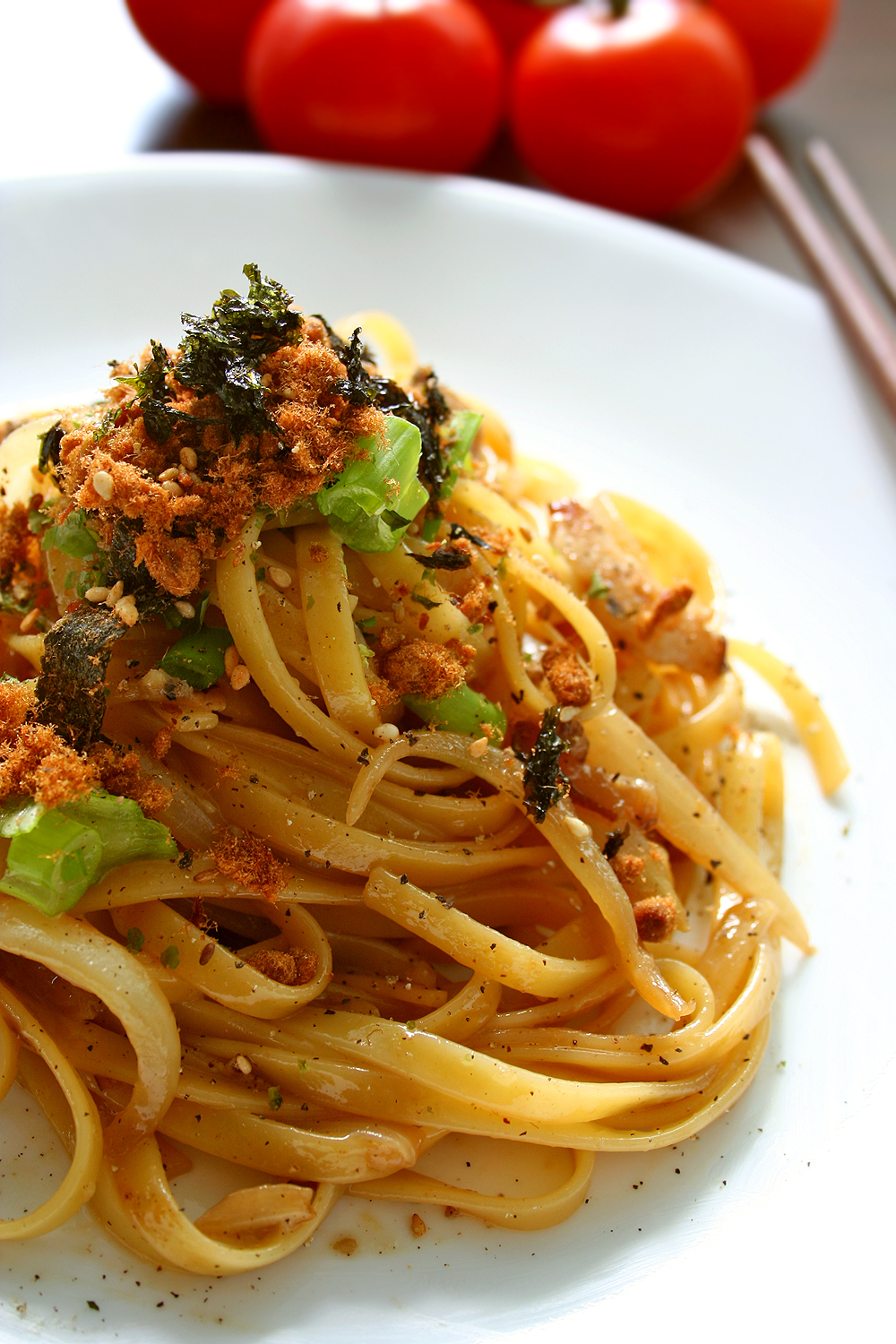
La pasta, fonte di carboidrati, è comunemente usata in una dieta vegetariana.

### Carboidrati
I carboidrati, contenuti per la maggior parte nel regno vegetale, e in particolare quelli assimilabili nei cereali, costituiscono il principale componente di una dieta vegetariana e la maggiore fonte energetica, così come previsto nell'ambito di una dieta bilanciata.
I cereali integrali, consigliati dagli esperti in nutrizione vegetariana, evitano bruschi innalzamenti della glicemia in quanto ricchi di fibra solubile, che rallenta l'assorbimento del glucosio nell'intestino tenue, mentre la presenza di legumi risulterebbe sinergica nello stabilizzare insulina e glucagone, ormoni antagonisti sul controllo del glucosio ematico. Anche il fruttosio contenuto nella frutta (soprattutto se intera e non lavorata), pur essendo un monosaccaride, non comporta picchi glicemici, in quanto necessita di un processo da parte del fegato per essere trasformato in glucosio.

### Proteine
Le proteine animali contengono tutti gli aminoacidi essenziali nelle corrette proporzioni, per questo sono tradizionalmente considerate di elevato valore biologico, mentre quelle vegetali possono avere un profilo aminoacidico che si discosta da quello ideale, contenendo scarse quantità di uno o più aminoacidi, detti aminoacidi limitanti. 
Nel mais l'aminoacido limitante è il triptofano, negli altri cereali e nella frutta secca la lisina e nei legumi la metionina. Alcuni alimenti come soia, ceci, quinoa, amaranto e grano saraceno, hanno invece un profilo aminoacidico sovrapponibile ai prodotti animali
Le proteine isolate e il concentrato proteico di soia sono in grado di soddisfare i fabbisogni come le proteine animali, fino a poter costituire la principale o anche unica fonte di proteine.

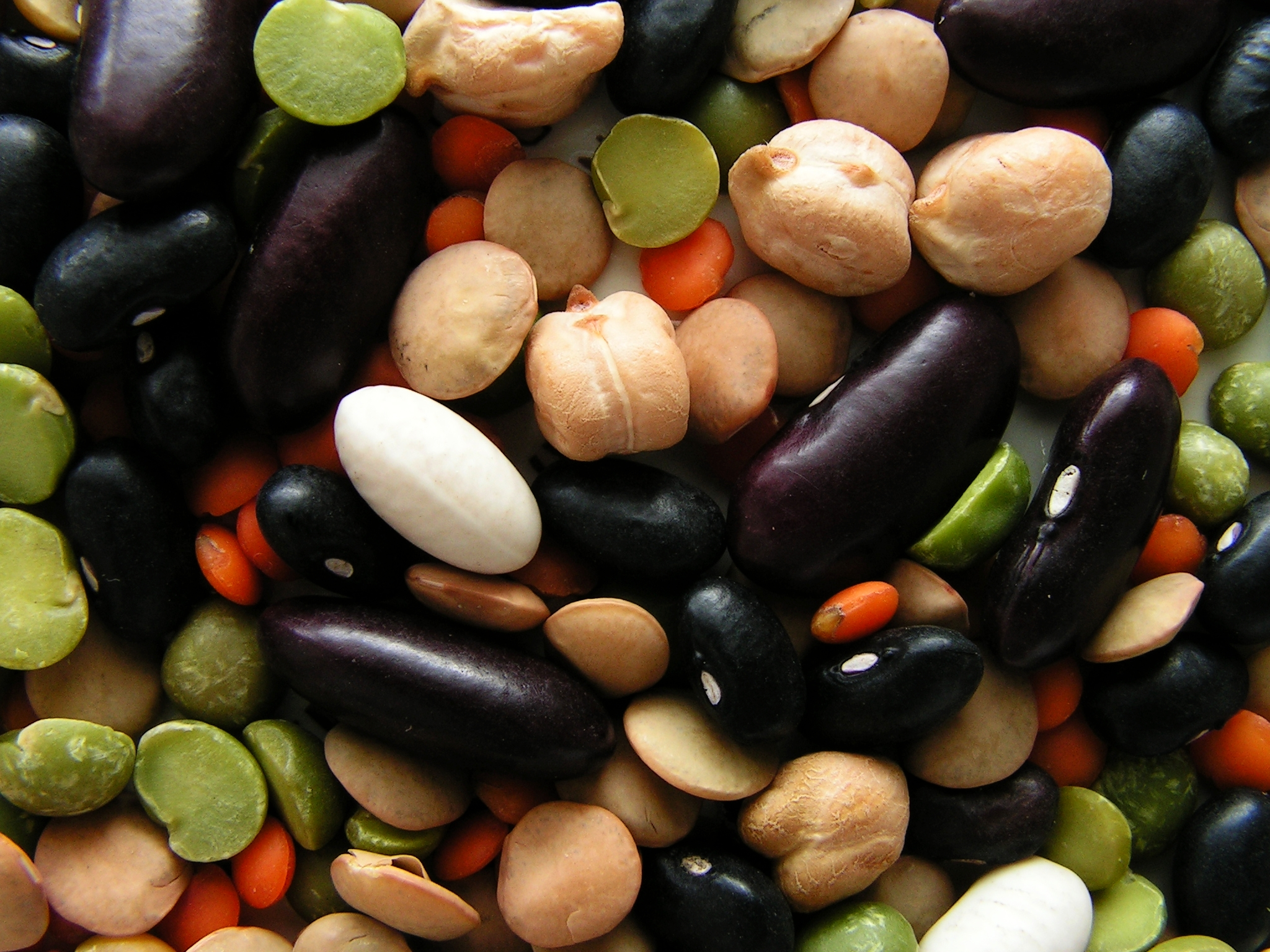
I legumi rappresentano un'eccellente fonte di proteine per vegetariani.

Un tempo si credeva che in una dieta vegetariana, per fornire all'organismo tutti gli aminoacidi essenziali, fosse necessario combinare le fonti proteiche vegetali nello stesso pasto (teoria della complementarità proteica), ma la ricerca moderna ha dimostrato che consumare una buona varietà di alimenti vegetali durante la giornata, a condizione che venga soddisfatto il fabbisogno calorico, assicura un adeguato apporto proteico, fornendo tutti gli aminoacidi nelle giuste quantità e proporzioni
in considerazione del fatto che le proteine animali potrebbero risultare meno digeribili di quelle animali, potrebbe essere consigliato consumarne di più che nella popolazione generale. Questo dato viene trattato dalla "Società italiana di nutrizione umana (SINU)" i cui dati depongono per un apporto adeguato di proteine in tali diete
Fonti proteiche concentrate sono da considerarsi i legumi, la frutta secca, i semi oleaginosi e il lievito secco devitalizzato; anche i derivati della soia e il seitan hanno un alto contenuto proteico. Per i vegetariani che ne fanno uso, anche latte e alcuni latticini sono buone fonti di proteine e le uova possono contribuire all'introito proteico. I cereali sono discrete fonti di proteine, tra questi i cereali integrali hanno un maggiore contenuto proteico rispetto ai cereali raffinati tuttavia va considerato che le proteine dei cereali integrali sono meno assimilabili e si necessita un consumo più elevato con proporzioni totali dipendenti dal cereale e dalla sua lavorazione. Una quota di proteine è apportata anche dagli altri vegetali.

### Grassi

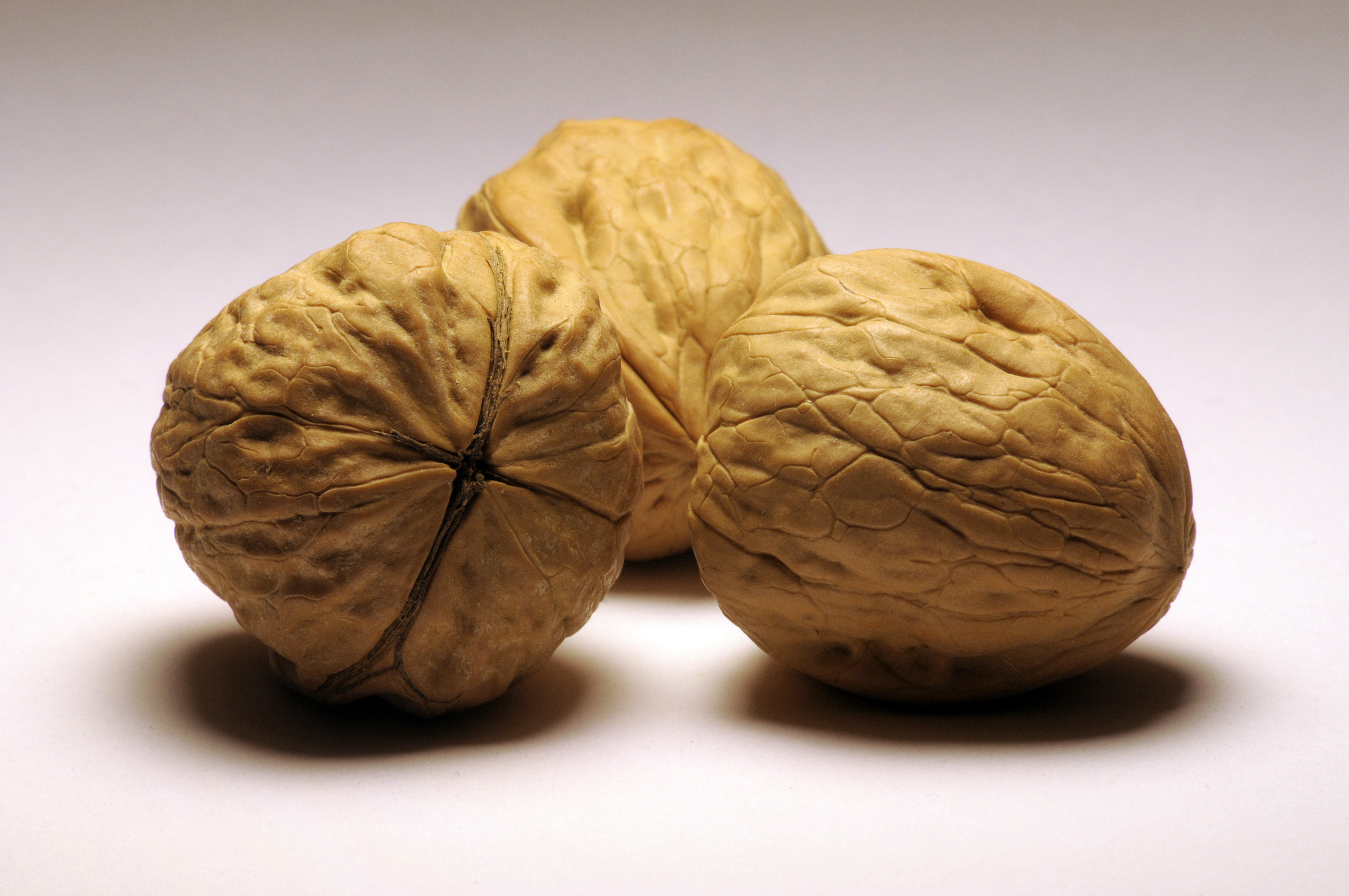
Le noci e la frutta secca in genere sono un'ottima fonte di grassi polinsaturi.

Le diete vegetariane e in particolare le diete vegane, rispetto alle diete non-vegetariane, hanno tipicamente un contenuto medio di grassi, grassi saturi e colesterolo minore e un maggiore apporto di grassi polinsaturi. 
Anche una dieta vegana completamente priva di colesterolo risulta adeguata alle esigenze dell'organismo, in quanto tutti i tessuti hanno la capacità di sintetizzare colesterolo in quantità sufficienti alle proprie necessità metaboliche e strutturali, pertanto non risulta necessario assumerlo con la dieta.
I cibi ricchi di grassi in una dieta vegetariana comprendono gli olii vegetali, frutta secca e semi oleaginosi, l'avocado, prodotti a base di grassi vegetali quali l'olio di soia o la margarina vegetale e, per i vegetariani che ne fanno uso, latte, formaggi, uova e prodotti a base di grassi animali quali panna, burro o maionese. I grassi di derivazione animale contengono alte quantità di grassi saturi e colesterolo, i grassi vegetali solidi (di palma e di cocco) sono ricchi di grassi saturi e i grassi vegetali idrogenati (come la margarina) hanno un alto contenuto di grassi trans. Si tratta di grassi nocivi che contribuiscono a far aumentare i livelli di colesterolo LDL nel sangue, pertanto gli esperti di nutrizione vegetariana consigliano di limitarne l'uso a favore degli olii vegetali (ricchi di grassi insaturi, poveri di grassi saturi e privi di colesterolo), della frutta secca e dei semi oleaginosi (ricchi di grassi polinsaturi.

#### Omega-3 e omega-6

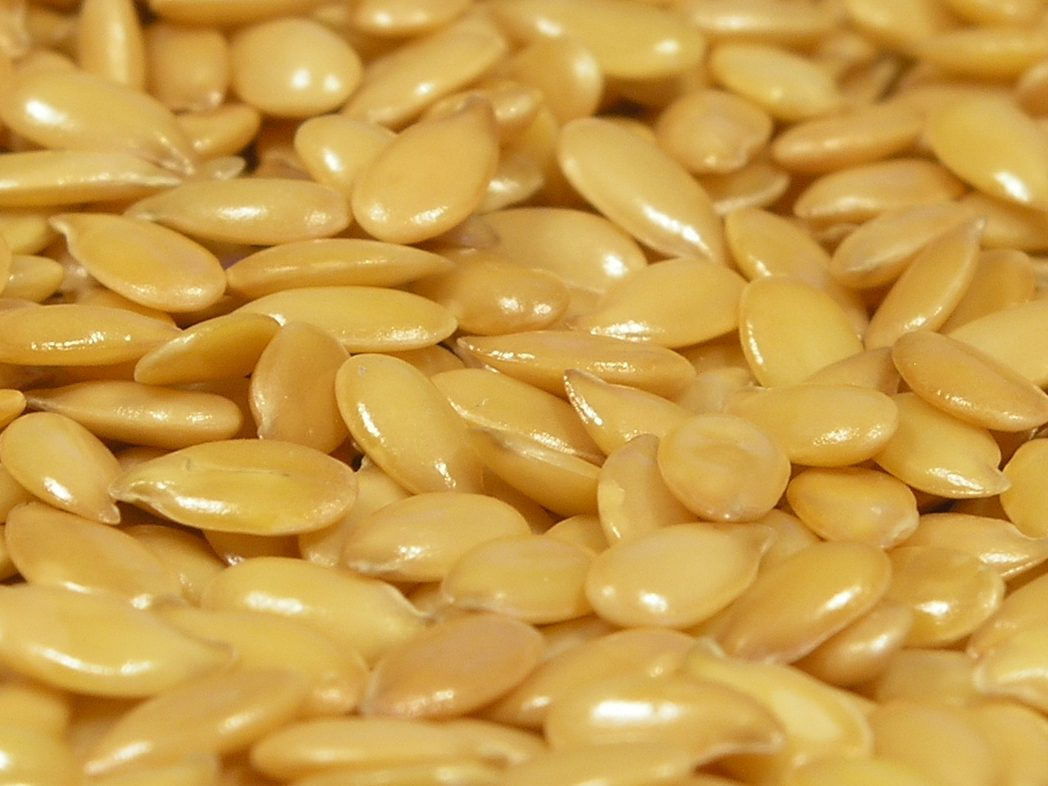
I semi di lino, fonte di acidi grassi omega-3.

L'acido linoleico (LA) e l'acido alfa-linolenico (ALA), acidi grassi rispettivamente della famiglia degli omega-6 (ω-6) e degli omega-3 (ω-3), non sono sintetizzati dall'organismo e vanno obbligatoriamente introdotti con la dieta, per questo sono definiti acidi grassi essenziali Gli ω-6 sono ampiamente diffusi in natura, ben rappresentati in semi, noci, cereali e legumi nei vegetariani così come nella popolazione generale non esiste rischio di carenza, semmai di eccesso, mentre per gli ω-3 va posta una certa attenzione.
L'ALA è convertito dall'organismo in acido eicosapentaenoico (EPA) e acido docosaesaenoico (DHA), acidi grassi a lunga catena della famiglia degli ω-3.
Un'eccessiva assunzione di ω-6 a scapito degli ω-3 influisce negativamente sull'efficienza di questa bioconversione, già inferiore al 10% per l'EPA e ancora più bassa per il DHA, e le abitudini dietetiche attuali comportano uno sbilanciamento verso gli ω-6.
Il consumo di ALA è molto importante per i vegetariani, essendo le diete vegetariane prive di fonti attive di EPA e DHA (fatta eccezione per il piccolo contributo fornito dalle alghe).
Diversi studi hanno suggerito che i vegetariani) tendano ad avere livelli ematici di EPA e DHA inferiori ai non-vegetariani, anche se in una ricerca del 2010 i livelli di EPA e DHA nei vegetariani sono risultati pressoché identici a chi consuma frequentemente pesce e, secondo i ricercatori dello studio, i vegetariani avrebbero un'efficienza di conversione in acidi grassi ω-3 a lunga catena significativamente maggiore rispetto a coloro che consumano pesce.
Le associazioni di medici e ricercatori che si occupano di nutrizione vegetariana raccomandano un consumo quotidiano di circa due cucchiaini di olio di semi di lino spremuto a freddo, che contiene oltre il 50% di ALA e garantisce il corretto apporto di ω-3. L'olio di lino è facilmente ossidabile, perciò viene conservato in bottiglie di vetro scuro mantenendo la catena del freddo dalla produzione alla vendita al dettaglio e deve essere consumato a crudo per mantenere inalterate le proprietà. Altre buone fonti di ALA sono le noci, i semi di lino, chia, actinidia, perilla e canapa macinati al momento, l'olio di semi di soia e l'olio di canola.
Gli integratori di DHA derivati da microalghe sono ben assorbiti e in grado di influenzare positivamente i livelli ematici di EPA e DHA, inoltre in alcuni paesi sono disponibili sul mercato prodotti arricchiti con DHA. Per massimizzare l'assunzione di ω-3 è preferibile limitare il consumo di grassi saturi e idrogenati, eccessivamente ricchi di ω-6 e, come fonte principale di lipidi, privilegiare l'olio d'oliva (preferibilmente extravergine) agli olii di semi.

### Minerali

#### Calcio
Gli introiti di calcio dei latto-ovo-vegetariani sono comparabili a quelli dei non-vegetariani, mentre gli introiti dei vegani tendono a collocarsi su soglie inferiori e possono risultare al di sotto dei livelli raccomandati.
Sebbene i vegani tendano ad assumere meno calcio nella loro dieta, il loro fabbisogno giornaliero è probabilmente inferiore ai livelli raccomandati poiché non introducono proteine animali, che producendo un alto carico di scorie acide, aumentano la quantità di calcio persa dall'organismo. Le proteine vegetali, e in special modo quelle dei legumi, dato il loro minor grado di acidità, contribuiscono in misura ridotta alla perdita di calcio.
Ciò sembrerebbe confermato anche da osservazioni epidemiologiche che hanno rilevato come nelle popolazioni dei paesi meno sviluppati, che seguono diete prevalentemente basate su cibi vegetali, l'osteoporosi ha un'incidenza molto bassa nonostante le ridotte assunzioni di questo minerale.

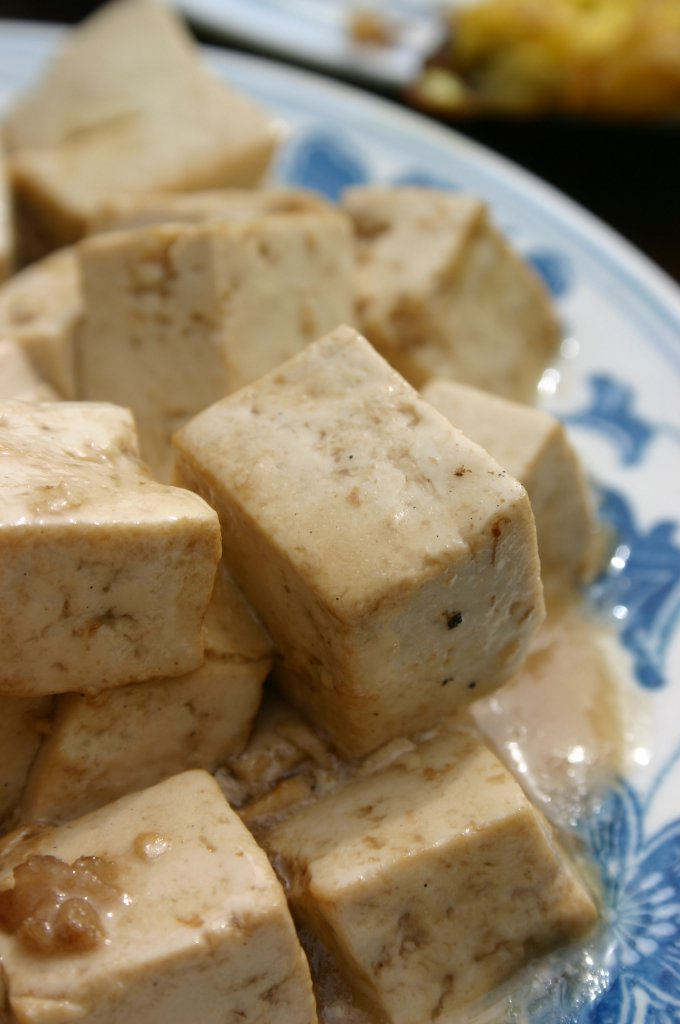
Il tofu, fonte di proteine, ferro, zinco e calcio.

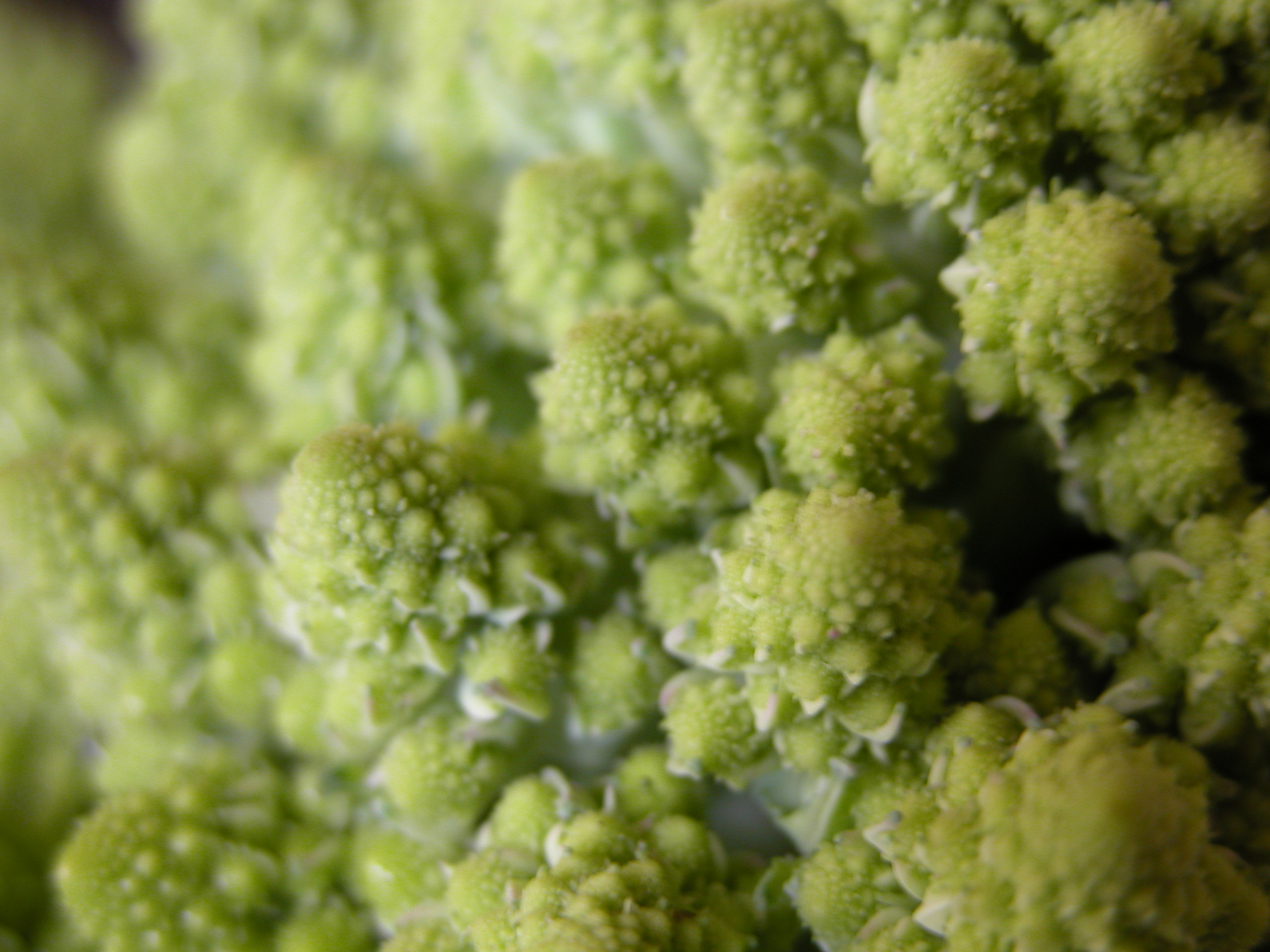
Le crucifere, ottime fonti di calcio.

Tuttavia bisogna osservare che l'attività fisica più intensa nelle popolazioni rurali, oltre al calcio assunto con la dieta, influisce su una buona salute delle ossa. Il problema per il momento resta quindi ancora non risolto. Viene raccomandato pertanto di raggiungere sempre le assunzioni di calcio raccomandate per la propria fascia di età. Una dieta vegetariana eccessivamente ricca di frutta secca, cereali e sodio può produrre un aumento delle perdite urinarie di calcio, ma anche un eccesso di latticini, pertanto sarebbe utile introdurre calcio dai cibi vegetali e non dai latticini. Frutta e verdura ricche di potassio e magnesio sono invece in grado di produrre un elevato carico renale alcalino, che contrasta il riassorbimento osseo di calcio e riduce le perdite di calcio con le urine. I cibi ricchi di ossalati, come gli spinaci e la bieta, e quelli ricchi di fitati, possono ridurre notevolmente l'assorbimento di tale minerale.
Il calcio è disponibile in molti cibi vegetali, le migliori fonti di calcio a elevata biodisponibilità sono, in ordine di rilevanza: le verdure verdi a basso contenuto di ossalati (cavolo cinese, broccoli, cavolo riccio, cavolo verde), il tofu ottenuto con solfato di calcio e il latte vaccino e i semi di sesamo, le mandorle e i fagioli secchi. Anche alcune spezie, come salvia, rosmarino o basilico, sono ricche di calcio. 
Un'ulteriore fonte di calcio può essere rappresentata dalle acque minerali calciche povere di sodio, che contengono oltre 300 mg/l di calcio.
Per molti vegani comunque risulta più semplice rispettare il fabbisogno di calcio con l'ausilio di integratori o cibi fortificati quali succhi di frutta, latte di riso e cereali per la colazione, in grado di fornire quantità significative di calcio.
Il latte di soia fortificato con calcio presenta una biodisponibilità di calcio sovrapponibile a quella del latte vaccino, sebbene un limitato numero di studi indicano che le bevande a base di soia con fosfato tricalcico presentino una biodisponibilità di calcio notevolmente ridotta.

#### Ferro
Il ferro è presente nei cibi in due forme: ferro eme e non-eme. Il ferro eme, che rappresenta il 40% del ferro della carne e del pesce, viene assorbito facilmente (al 20%). Il ferro non-eme, che costituisce il 60% del ferro contenuto nei tessuti animali e la totalità di quello presente nei cibi vegetali, è di più difficile assorbimento (dal 2% al 20%). A differenza del ferro eme, il ferro non-eme è inoltre molto sensibile ai fattori che ne inibiscono o ne favoriscono l'assorbimento.
Le sostanze inibitorie del ferro non-eme comprendono fitati, calcio e polifenoli. Cibi ricchi di polifenoli sono vino rosso, the, caffè, cacao e alcune spezie, pertanto è consigliato di assumere tali cibi lontano dai pasti; i latticini, a causa del loro alto contenuto di calcio, possono ridurre considerevolmente (tra il 30% e il 50%) l'assimilazione del ferro non-eme.
Alcune pratiche di preparazione degli alimenti, come l'ammollo e la germogliazione di legumi, cereali e semi, nonché la lievitazione del pane, possono ridurre i livelli di fitati, migliorando così l'assorbimento del ferro non-eme.

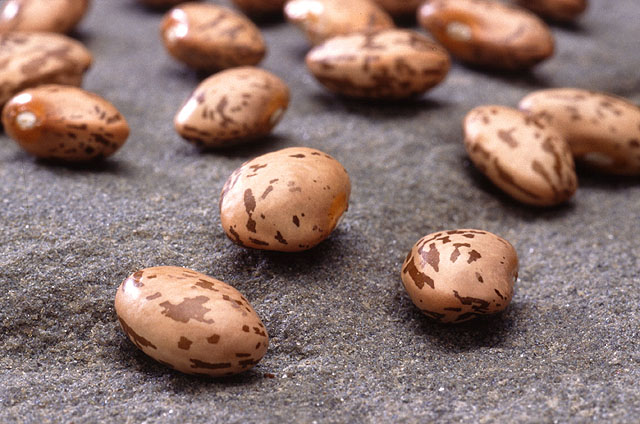
Fagioli borlotti: cento grammi forniscono 9 mg di ferro contro i 3,9 mg di ferro contenuti nella stessa quantità di carne di cavallo.

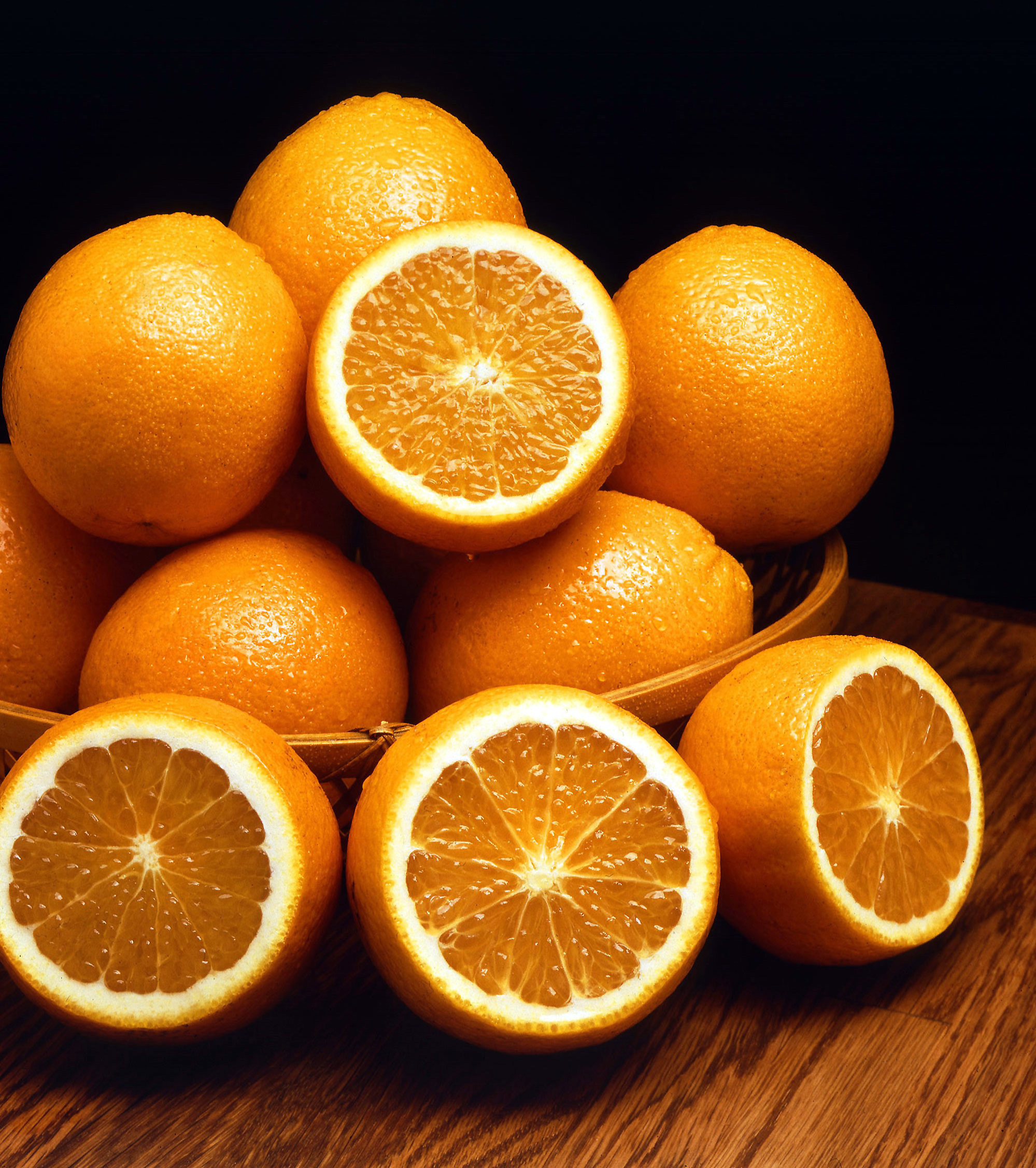
Arance, fonte di vitamina C. La vitamina C può aumentare fino a 6 volte l'assorbimento del ferro non-eme.

Tecniche di fermentazione, come ad esempio quelle utilizzate per la produzione di miso e tempeh, aumentano la biodisponibilità del ferro non-eme. Alcuni acidi organici presenti nella frutta e nella verdura, quando assunti insieme a cibi contenenti ferro non-eme, sono in grado di aumentare l'assorbimento del ferro non-eme: in particolare la vitamina C, contenuta in molti vegetali, soprattutto crudi, può aumentare fino a 6 volte l'assorbimento del ferro non-eme
Molte verdure, come i broccoli e il cavolo cinese, ricche in ferro e in vitamina C, permettono un buon assorbimento del ferro in esse contenuto. Anche combinazioni alimentari comuni, come legumi e salsa di pomodoro o tofu e broccoli, ne aumentano l'assimilabilità.
Inoltre, molti cibi vegetali contengono, a parità di peso, un più alto contenuto di ferro rispetto ai cibi animali: ad esempio, 100 g di fagioli borlotti forniscono 9 mg di ferro contro i 3,9 mg di ferro contenuti nella stessa quantità di carne di cavallo. In alcuni paesi, come in Italia, la maggior parte del ferro assunto dalla popolazione deriva da fonti di origine vegetale.
L'incidenza dell'anemia da carenza di ferro tra i vegetariani è simile a quella verificata tra i non-vegetariani. Sebbene gli adulti vegetariani presentino più bassi depositi di ferro rispetto ai non-vegetariani, i loro livelli sierici di ferritina si collocano usualmente all'interno del range di normalità.

#### Zinco
La biodisponibiltà dello zinco nelle diete vegetariane è minore a causa del maggiore apporto di fitati (presenti in cereali integrali e legumi), che inibiscono l'assorbimento di questo minerale.
L'assorbimento può comunque essere aumentato con metodi di preparazione del cibo quali lievitazione del pane, ammollo e germogliazione di cereali, legumi e semi, fermentazione dei prodotti a base di soia quali miso e tempeh oppure con l'utilizzo di acidi organici come quello citrico (ad esempio acqua e limone).
Alternativamente si può ovviare al minore assorbimento con un apporto superiore alle dosi raccomandate.
Gli studi sull'adeguatezza dell'apporto di zinco tra i vegetariani occidentali hanno dato risultati contrastanti, in quanto alcuni studi riferiscono assunzioni di zinco congrue con le raccomandazioni, mentre altri studi hanno rilevato assunzioni di zinco significativamente ridotte.
Non c'è comunque riscontro di deficienze conclamate di zinco nei vegetariani dei paesi occidentali. Fonti privilegiate di zinco in una dieta vegetariana includono: cereali integrali (in particolare l'avena), legumi, prodotti a base di soia, germe di grano, lievito in scaglie, semi (soprattutto quelli di zucca), frutta secca (in particolare gli anacardi) e formaggio per coloro che ne fanno uso.

#### Altri minerali
Lo iodio, in una dieta vegetariana, si trova prevalentemente nel sale iodato, in alcuni tipi di alghe e nei prodotti caseari (per contaminazione in seguito a procedimenti di lavorazione industriali) per coloro che ne fanno uso. Una dieta vegana potrebbe essere carente in iodio qualora non si ricorra a fonti affidabili quali quelle vegetali citate
Nei vegani si è osservato inoltre un consumo di sodio inferiore ai latto-ovo-vegetariani e maggiormente aderente alle raccomandazioni per la riduzione del rischio cardiovascolare.
Per tutti gli altri minerali (cromo,fluoro, fosforo, magnesio, manganese, molibdeno, potassio, rame, selenio) le diete vegetariane sono in grado di fornire introiti sufficienti o minime integrazioni.

### Vitamine
Le diete vegetariane sono in grado di fornire introiti sufficienti o abbondanti di quasi tutte le vitamine: A (retinolo),
B2 (riboflavina), B3 (niacina), B5 (acido pantotenico), B6 (piridossina), B7 (biotina), B9 (acido folico), C (acido ascorbico), E (tocoferolo), K. Fa eccezione la vitamina B12, che richiede un'integrazione, e in minor parte la Vitamina D.

#### Vitamina B12
La vitamina B12 è presente in forma biologicamente attiva nelle carni, nei latticini e nelle uova, mentre nessun cibo di origine vegetale può essere considerato una fonte affidabile di questa vitamina, nonostante alcuni vengano a volte consigliati erroneamente come fonte di B12, come la spirulina, la klamath e altre alghe marine, o prodotti fermentati a base di soia, come il tempeh e il miso.
I vegani e altri vegetariani stretti possono ottenere la vitamina B12 con l'uso di cibi addizionati quali bevande vegetali, cereali per la colazione o prodotti a base di soia. Poiché l'utilizzo costante di tali prodotti può risultare poco pratico, sarebbe consigliato l'uso giornaliero o settimanale, a seconda del prodotto scelto, di un supplemento vitaminico di B12. Normalmente si ritiene invece che i latto-ovo-vegetariani possano assicurarsi quantità adeguate di vitamina B12 a partire da latticini e uova, 
anche se alcune evidenze suggeriscono che queste fonti possano essere insufficienti, pertanto alcuni autori consigliano l'uso di cibi arricchiti e supplementi anche per i latto-ovo-vegetariani.
La mancata assunzione di fonti di vitamina B12 in una dieta vegetariana è potenzialmente pericolosa, poiché potrebbe condurre a una carenza di questa vitamina con il rischio di anemia megaloblastica e problematiche neurologiche fino allo sviluppo di veri e propri danni a carico del sistema nervoso.
Lo stato della vitamina B12 può comunque essere monitorato attraverso esami del sangue in grado di diagnosticare l'eventualità di una carenza.

#### Vitamina D

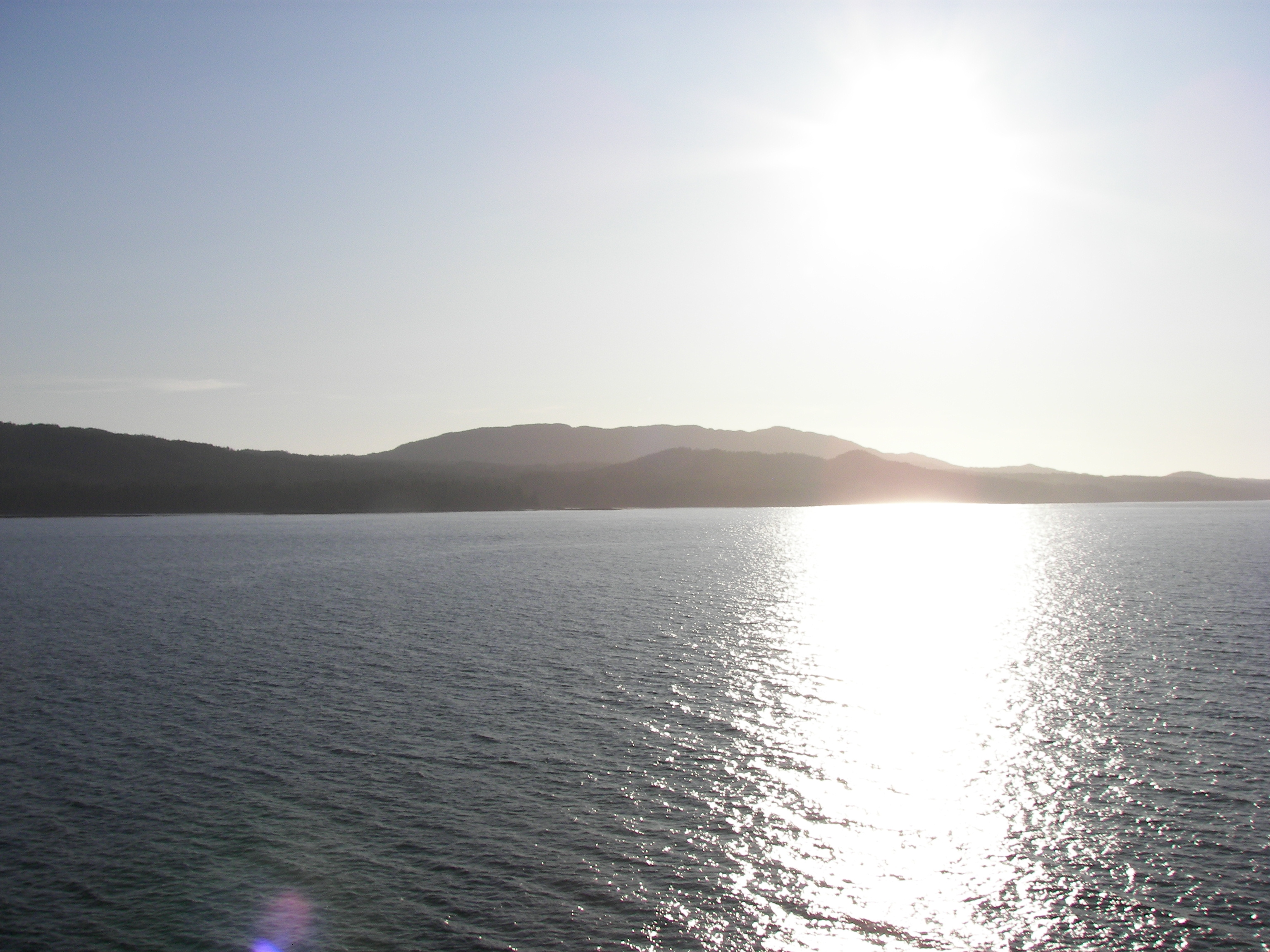
Il sole: la normale esposizione ai raggi del sole è sufficiente a coprire il fabbisogno di vitamina D.

L'organismo è in grado di produrre vitamina D tramite l'esposizione della pelle alla luce solare diretta, in quantità variabile in relazione a fattori quali latitudine, stagione, orario della giornata, durata dell'esposizione, età, colore della pelle e uso di protezioni solari, pertanto un vegetariano può beneficiare di questa fonte naturale per l'assimilazione di questa vitamina. L'esposizione al sole di viso, mani e avambracci per 5-15 minuti al giorno durante l'estate a una latitudine di 42 gradi è reputata in grado di fornire adeguate quantità di vitamina D per individui di pelle chiara, in quanto la vitamina D viene accumulata nell'organismo e quella prodotta durante i mesi estivi è generalmente sufficiente anche per il periodo invernale.
Fonti alimentari di vitamina D in una dieta vegetariana sono i prodotti fortificati quali latti vegetali, succhi di frutta o cereali per la colazione, e uova e latte vaccino fortificato per coloro che ne fanno uso; anche i funghi irradiati con UVB hanno un buon contenuto di vitamina D. Il ricorso a supplementi è raccomandato solo nel caso l'esposizione alla luce solare, la normale dieta e l'uso di prodotti fortificati non siano sufficienti a garantire un adeguato apporto di vitamina D. Alcuni prodotti fortificati e supplementi contengono vitamina D3 (colecalciferolo), prodotta a partire dalla lanolina (un derivato animale), motivo per cui potrebbe essere evitata da alcuni vegani, che possono preferire invece l'uso di prodotti contenenti vitamina D2 (ergocalciferolo), di origine vegetale. Alcune ricerche suggeriscono comunque che la vitamina D3 sia più efficace della D2 per il mantenimento di adeguati livelli sierici, mentre altri studi indicano un'efficacia sovrapponibile.
Per quanto riguarda lo stato di vitamina D nei vegetariani, è stato osservato che i vegetariani possono presentare livelli di vitamina D pari o inferiori ai non-vegetariani, comunque sempre all'interno del range di normalità.

### Sostanze fitochimiche

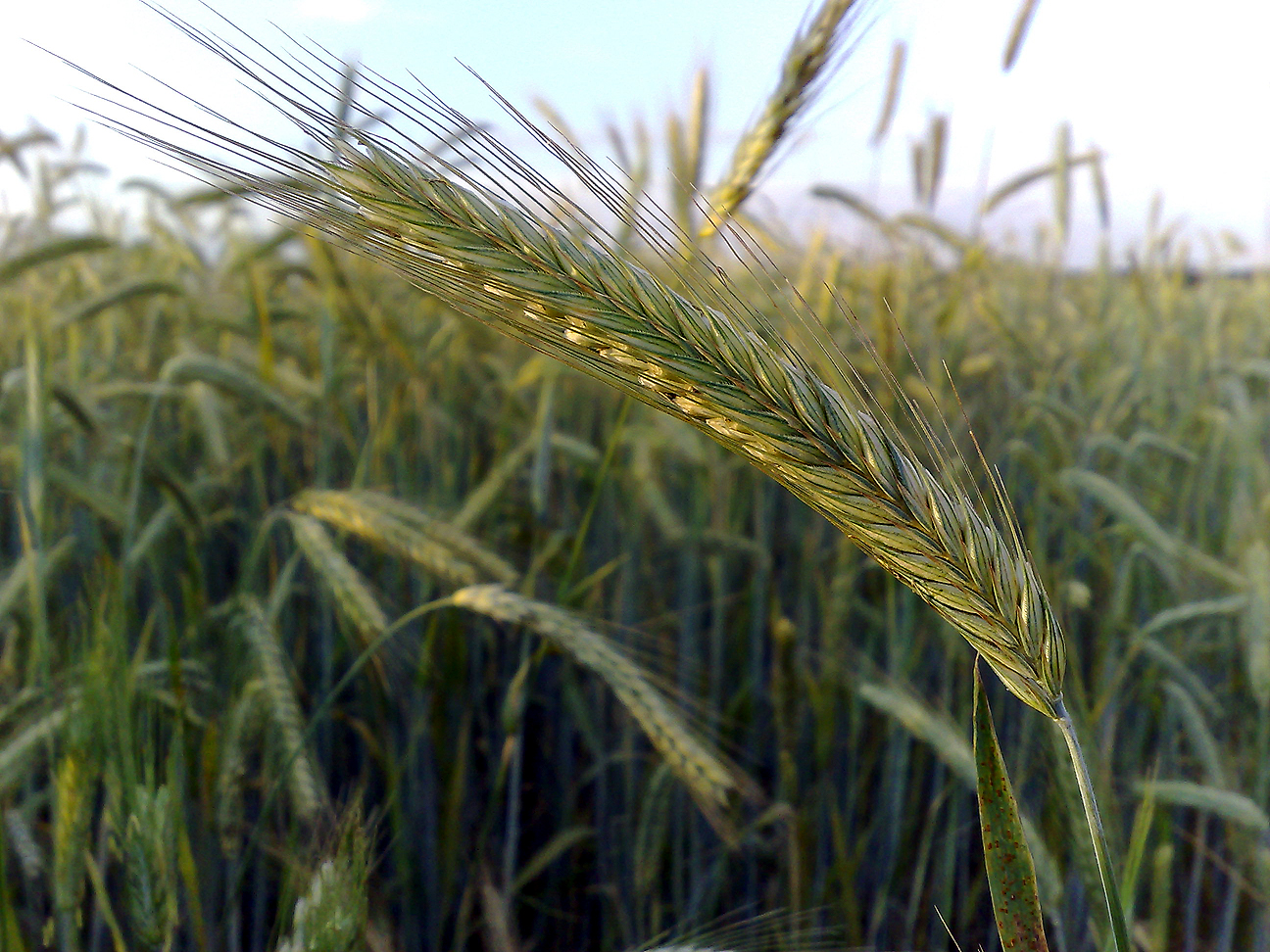
La segale, ricca di fibra.

I vegetariani, grazie al maggior consumo di cibi di origine vegetale, hanno normalmente un maggiore apporto di fitocomposti rispetto ai non-vegetariani. L'apporto tipicamente maggiore di legumi (fonti di polifenoli e saponine) e cereali integrali (fonti di fenoli) può essere uno dei principali motivi che spieghi questo maggiore apporto di fitocomposti. La dieta vegana in particolare si è dimostrata un mezzo efficace per innalzare l'apporto di fitocomposti protettivi.

### Fibra
Il consumo di fibra alimentare, presente solo nei cibi di origine vegetale, nei vegetariani tende ad essere superiore del 50-100% rispetto a quello dei non-vegetariani, con consumi maggiori tra i vegani rispetto ai latto-ovo-vegetariani.

## Ciclo vitale e attività fisica

### La dieta vegetariana nel ciclo vitale
L'Academy of Nutrition and Dietetics afferma che «le diete vegane, latto-vegetariane e latto-ovo-vegetariane ben pianificate sono appropriate per tutti gli stadi del ciclo vitale, inclusi gravidanza e allattamento: tali diete correttamente strutturate soddisfano i fabbisogni nutrizionali dei bambini nella prima e seconda infanzia e degli adolescenti, e promuovono una crescita normale». Sostiene inoltre che «le diete vegetariane nell'infanzia e nell'adolescenza possono essere d'ausilio nello stabilire sani schemi alimentari, validi per tutta la durata della vita, e possono offrire alcuni importanti vantaggi nutrizionali». Tale posizione, nella sua edizione del 2003, è stata sottoscritta anche dai Dietitians of Canada e dalla Società Italiana di Nutrizione Umana (SINU)..
Secondo l'American Academy of Pediatrics «i bambini mostrano una buona crescita e un buon sviluppo nella maggior parte delle diete latto-ovo-vegetariane e vegane quando queste sono ben pianificate e appropriatamente supplementate». Analogamente, la Canadian Paediatric Society sostiene che «diete vegetariane e vegane ben pianificate con un'adeguata attenzione a specifici componenti nutritivi possono fornire un sano stile di vita alternativo in tutti gli stadi dello sviluppo fetale, infantile e adolescenziale».
L'Organizzazione Mondiale della Sanità, nel rapporto già citato (stilato in collaborazione con l'UNICEF), sostiene che «le diete vegane (quelle senza fonti di proteine animali e specialmente senza latte) possono avere effetti avversi sullo sviluppo degli infanti e dovrebbero essere scoraggiate: esempi sono le diete macrobiotiche molto restrittive, che comportano un rischio di deficienze nutrizionali. Tali diete non sono raccomandate durante il periodo di svezzamento». Di fatto, nello stesso documento si riferisce che infanti, bambini e donne in gravidanza e in allattamento che seguano diete vegetariane non ben bilanciate e prive di integratori, possano essere esposti ad un rischio di carenze nutrizionali.
In alcuni paesi i genitori di neonati, bambini e adolescenti vegetariani possono beneficiare del supporto di centri pediatrici per vegetariani.

#### Gravidanza e allattamento
Le diete vegetariane correttamente pianificate, comprese le diete vegane, sono in grado di soddisfare adeguatamente le richieste nutrizionali in gravidanza e in allattamento e possono condurre a risultati positivi sullo sviluppo e sulla salute del feto e del neonato.
Così come per qualsiasi regime alimentare, anche nelle diete vegetariane durante la gravidanza e l'allattamento bisogna porre maggiore attenzione all'alimentazione e assumere gli integratori raccomandati. Particolare attenzione va posta all'assunzione di vitamina B12, vitamina D, DHA, ferro e acido folico durante la gravidanza, e di vitamina B12, vitamina D, DHA, calcio e zinco durante l'allattamento.. In particolare, durante la gravidanza e l'allattamento è importante che la dieta delle madri vegane contenga delle fonti quotidiane e affidabili di vitamina B12 (cibi fortificati e/o integratore), in quanto durante queste fasi della vita la B12  immagazzinata nell'organismo della donna è poco disponibile per il bambino. 
La mancata assunzione di cibi fortificati e/o integratore di B12 da parte della madre durante la gravidanza e l'allattamento conduce a gravi effetti avversi sul bambino, quali arresto o regressione della crescita, ipotonia muscolare, atrofia cerebrale, anemia megaloblastica, riduzione delle capacità motorie e difetti neurologici permanenti
L'allattamento al seno, che comporta numerosi benefici per il neonato, è molto più diffuso tra i vegetariani rispetto alla popolazione generale. In particolare, tra i vegani si sono osservate percentuali di oltre il 95% di infanti allattati al seno, e la maggior parte viene allattata al seno fino al secondo anno di vita inoltrato.

#### Infanzia (0-11 anni)
Le diete vegetariane correttamente pianificate, comprese le diete vegane, sono in grado di soddisfare le esigenze nutrizionali ed energetiche nella prima e seconda infanzia e promuovono una crescita normale
Alcuni studi suggeriscono che i bambini vegani tendano ad essere leggermente più piccoli, ma comunque all'interno dei normali intervalli standard per peso e altezza Ciò può essere dovuto alla maggiore diffusione dell'allattamento al seno tra gli infanti vegani, in quanto generalmente i neonati allattati al seno tendono, entro i 12 mesi, ad essere più magri rispetto ai neonati allattati con latte artificiale. 
Comunque, i vegetariani dalla nascita hanno da adulti un peso, un'altezza e un BMI simili a quelli di chi è diventato vegetariano più tardi nel corso della vita, suggerendo che diete vegetariane correttamente pianificate durante la prima e la seconda infanzia non siano in grado di influenzare la formazione finale dell'adulto.
Le diete vegetariane inoltre mettono a contatto i bambini con una grande varietà di cibi vegetali integrali, che possono aiutarli a stabilire abitudini dietetiche salutari per tutta la durata della vita.
Secondo gli studiosi, studi datati condotti su bambini che seguivano diete vegane non possono essere considerati attendibili per trarre conclusioni sull'adeguatezza delle diete vegane seguite oggi nei paesi occidentali, dal momento che molti di questi studi sono stati condotti su famiglie che seguivano diete vegane molto restrittive, inoltre oggi è disponibile una maggiore varietà di prodotti per vegani arricchiti con principi nutritivi e fortificati. L'influenza sullo sviluppo dei bambini di diete particolarmente restrittive, quali quelle fruttariana e crudista vegana, non è stata ancora valutata: queste diete possono essere a contenuto molto ridotto di energia, proteine, alcune vitamine e minerali, e perciò non possono essere raccomandate per i bambini nella prima e seconda infanzia.

##### Prima infanzia (0-1 anno)
Le linee guida per l'utilizzo degli integratori nella prima infanzia per i bambini vegetariani ricalcano generalmente quelle adottate per i bambini non-vegetariani. I bambini allattati al seno le cui madri non presentino un'assunzione adeguata di vitamina B12 devono assumere integratori di vitamina B12; in alcuni casi può anche essere necessaria l'assunzione di supplementi o cibi fortificati per zinco, ferro e vitamina D.
Per i bambini vegani non allattati al seno le formulazioni per l'infanzia di bevanda di soia garantiscono una nutrizione adeguata, anche se la comune bevanda di soia non possono essere considerati appropriati sostituti del latte materno. Sebbene molti cibi possano causare reazioni allergiche nell'infanzia, negli infanti vegani il rischio di sviluppo di allergie alimentari può essere in qualche modo ridotto dal momento che non consumano latte vaccino, la principale causa di allergie alimentari.

##### Seconda infanzia (1-11 anni)
I bambini vegetariani sono normalmente più magri e presentano un introito più elevato di frutta e verdura, fibre, vitamine e minerali e più bassi livelli di colesterolo, grassi saturi e grassi totali rispetto ai non-vegetariani. In particolare nei bambini vegani l'assunzione di fibre è molto alta e, in alcuni casi, può anche essere superiore alle dosi raccomandate, mentre l'assunzione di grassi è molto bassa.
L'introito medio di proteine dei bambini vegetariani generalmente soddisfa o eccede le quantità raccomandate. I bambini vegani possono presentare un fabbisogno di proteine lievemente superiore, a causa di differenze nell'assimilabilità e nella composizione aminoacidica delle proteine di origine vegetale. Sebbene il ferro non-eme sia di più difficile assorbimento rispetto al ferro eme, l'assunzione media di ferro da parte dei bambini vegetariani si colloca al di sopra delle dosi raccomandate, fino ad arrivare ad essere il doppio di quella dei bambini non-vegetariani, poiché l'assunzione di vitamina C nei vegetariani è spesso elevata e ciò influenza positivamente la biodisponibilità del ferro non-eme.

#### Adolescenza (11-19 anni)
Le diete vegetariane correttamente pianificate, comprese le diete vegane, sono in grado di soddisfare le esigenze nutrizionali nell'adolescenza e promuovono una crescita normale. L'età del menarca nelle ragazze vegetariane non differisce da quello delle ragazze non-vegetariane.
Gli adolescenti vegetariani presentano più bassi livelli di colesterolo, grassi saturi e grassi totali e più elevati introiti di fibre, ferro, acido folico, vitamina A e vitamina C rispetto ai non-vegetariani
Gli adolescenti vegetariani consumano maggiori quantità di frutta e verdura e una minor quantità di dolci, cibi pronti e snack salati rispetto ai non-vegetariani. Particolare attenzione va posta all'assunzione di calcio, vitamina D, ferro, zinco e vitamina B12, tramite un'equilibrata alimentazione e l'uso di cibi fortificati e, nei casi necessari, di supplementi.

#### Terza età
I vegetariani più anziani presentano degli introiti dietetici simili a quelli dei non-vegetariani. 
Gli anziani possono soddisfare il fabbisogno proteico con una dieta vegetariana che includa quotidianamente una varietà di cibi vegetali ricchi di proteine, compresi legumi e prodotti della soia.

### La dieta vegetariana nell'attività fisica

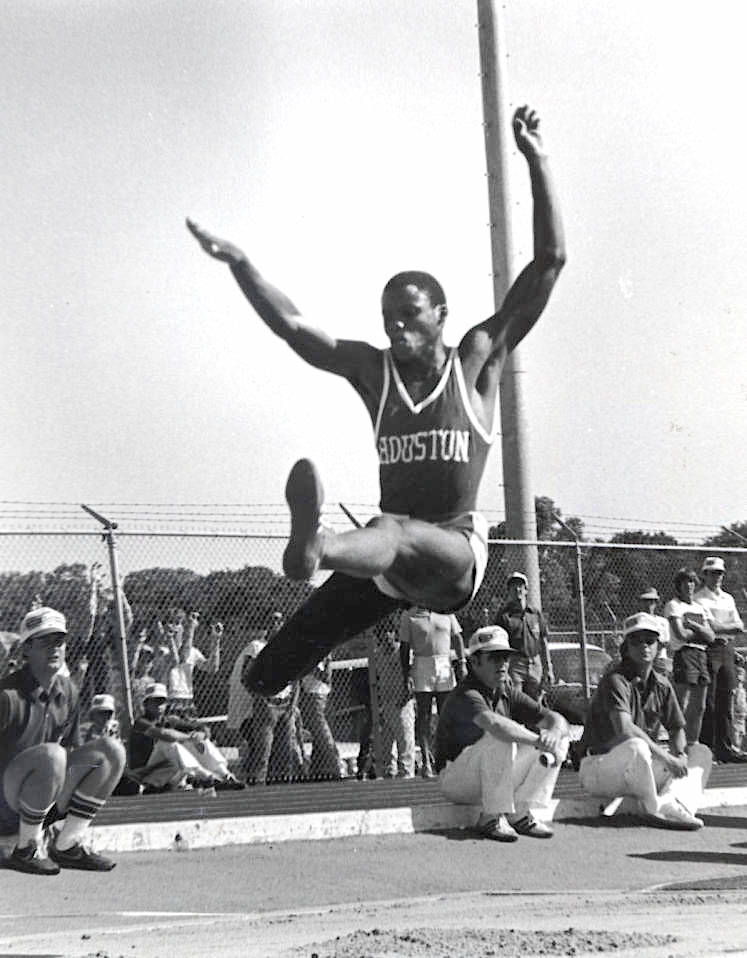
Carl Lewis, pluricampione olimpionico, segue una dieta vegana.

Le diete vegetariane, grazie al loro elevato contenuto in carboidrati e basso contenuto in grassi, si configurano come diete ottimali per chi pratichi sport. Una dieta bilanciata che sia ricca in carboidrati, a basso contenuto di grassi e che garantisca un adeguato apporto proteico, è la dieta più appropriata per gli atleti  e sono in grado di soddisfare anche il fabbisogno degli atleti agonisti.
Le diete vegetariane che soddisfano i fabbisogni energetici e contengono una varietà di cibi ricchi di proteine vegetali garantiscono una quantità adeguata di proteine senza richiedere l'uso di cibi speciali o integratori.
I vegetariani, e soprattutto i vegani, devono comunque prestare maggiori attenzioni rispetto ai non-vegetariani nel soddisfare il fabbisogno energetico a causa del minor contenuto calorico della loro dieta. Gli atleti vegetariani possono avere più basse concentrazioni muscolari di creatina in quanto tale composto è presente principalmente nel tessuto muscolare dei mammiferi, pertanto gli atleti vegetariani impegnati in esercizi di breve durata e ad alta intensità o in allenamenti di resistenza possono beneficiare della supplementazione di creatina. 
Tra le atlete vegetariane l'amenorrea può essere più comune, nonostante non tutti gli studi siano concordi su questo riscontro.
Alcuni grandi campioni sportivi seguono una dieta vegetariana, tra questi il velocista e saltatore Carl Lewis, pluricampione olimpionico, e l'ultra-maratoneta Scott Jurek, entrambi vegani; Marco Olmo, 
ultramaratoneta considerato, nonostante abbia superato i sessant'anni, uno dei più grandi specialisti delle corse estreme, il body builder Bill Pearl, plurivincitore di Mr. Universe, e la schermitrice Dorina Vaccaroni, tutti latto-ovo-vegetariani.

## Influenza delle diete vegetariane su malattie, disturbi e altri aspetti della salute

### Sovrappeso e Obesità
Vasti studi di popolazione (Adventist Health Study, Adventist Health Study 2, Oxford Vegetarian Study, EPIC-Oxford) hanno rilevato una minore incidenza di sovrappeso e obesità tra i vegetariani – e in particolare tra i vegani – rispetto ai non-vegetariani. Secondo i ricercatori ciò sarebbe dovuto al maggiore consumo di cibi ad alto contenuto di fibra e a bassa densità calorica come verdura e frutta. L'EPIC-Oxford ha dimostrato anche un minore aumento di peso quale conseguenza fisiologica dell'età nell'arco di 5 anni presso i vegani.
Una dieta vegana a basso contenuto di grassi ha inoltre dimostrato avere una buona efficacia nel dimagrimento a lungo termine con risultati migliori di quelli ottenuti dalla dieta proposta dal National Cholesterol Education Program.

### Malattie cardiovascolari
In una meta-analisi dei cinque maggiori studi epidemiologici (Adventist Mortality Study, Adventist Health Study, Heidelberg Study, Oxford Vegetarian Study, Health Food Shoppers Study) svolti fino al 1999 su occidentali (con un campione totale di oltre 76 000 persone coinvolte), i vegetariani sono risultati soggetti ad un rischio di mortalità per cardiopatia ischemica ridotto del 24% rispetto ai non-vegetariani, con risultati più marcati tra gli uomini (32%) rispetto alle donne (20%) e limitatamente a coloro che avevano seguito la dieta per almeno 5 anni.
Anche l'EPIC-Oxford ha constatato nei vegetariani una minore incidenza (del 19%) di cardiopatia ischemica rispetto ai non-vegetariani. I ricercatori dello studio hanno definito questa differenza «potenzialmente di grande importanza per la salute pubblica», sebbene non fosse tale da raggiungere la significatività statistica.

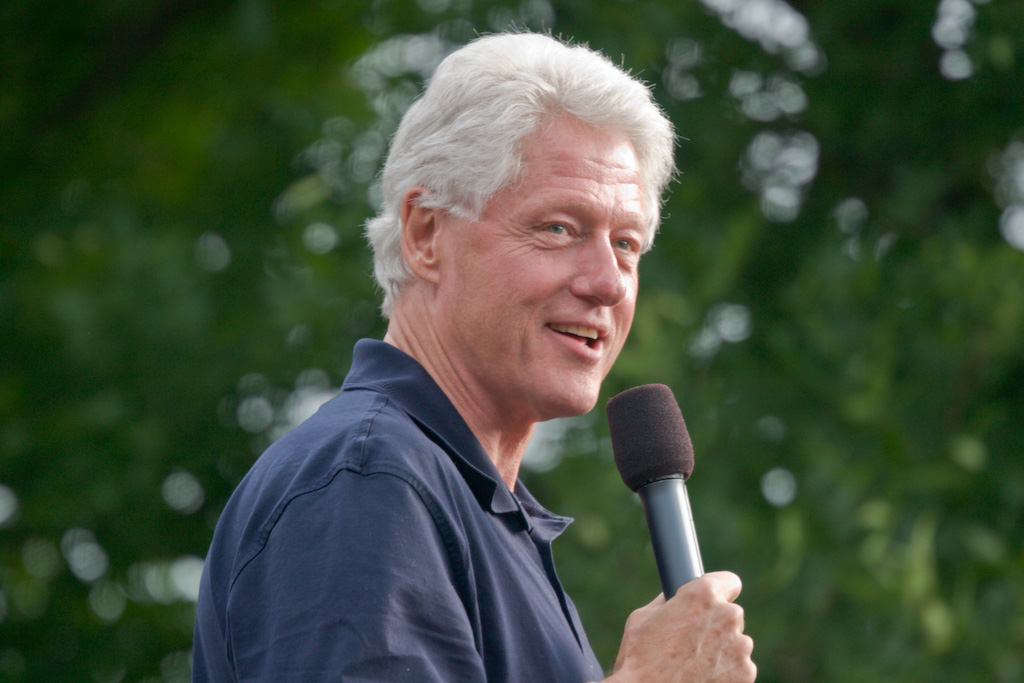
Bill Clinton, diventato vegano nel 2011 dopo i suoi problemi di cardiopatia ischemica.

Questi risultati sono stati giudicati molto interessanti in quanto permangono anche dopo gli aggiustamenti per BMI (tipicamente più basso nei vegetariani) e si spiegano in parte con le minori concentrazioni plasmatiche di lipidi (colesterolo totale e colesterolo LDL).Un contributo importante è dato anche da alcuni costituenti tipici delle diete vegetariane: fibra, noci e isoflavoni della soia possono abbassare i livelli di colesterolo totale ed LDL, mentre gli steroli dei cibi vegetali possono anche ridurne l'assorbimento, inoltre bisogna considerare l'effetto protettivo di cereali integrali, proteine della soia, verdura, frutta e frutta secca
e il maggiore apporto di fitocomposti, che agiscono come agenti antinfiammatori e antiossidanti, sono in grado di ridurre l'aggregazione piastrinica e la formazione di trombi nonché migliorare la funzione endoteliale.
Tra gli altri fattori protettivi sono stati individuati i valori favorevoli di: BMI, rapporto circonferenza vita/fianchi, pressione arteriosa, trigliceridi plasmatici, Lp(a), attività del fattore VII della coagulazione, rapporto colesterolo totale/colesterolo HDL, rapporto colesterolo LDL/colesterolo HDL, rapporto acidi grassi totali/colesterolo HDL e livelli di ferritina.
Un giusto apporto nella dieta vegetariana di fonti affidabili di acidi grassi omega-3 e vitamina B12 permette di massimizzare questi effetti, in quanto bassi livelli di tali nutrienti potrebbero costituire fattori di rischio. Non vi è comunque un consenso scientifico sul rapporto di causalità tra iperomocisteinemia (condizione causata da bassi apporti di vitamina B12) e rischio cardiovascolare.
La possibilità di arresto e regressione delle malattie cardiovascolari attraverso l'associazione di diete vegetariane – e in particolare vegane – con altri cambiamenti intensivi dello stile di vita è stata dimostrata da diversi studi clinici, come quelli condotti da Nathan Pritkin (Pritkin Longevity Center), Dean Ornish (Preventive Medicine Research Institute), Caldwell Esselstyn (Cleveland Clinic), Hans Dielh (Lifestyle Medicine Institute) e John McDougall (McDougall's Health and Medical Center).

### Cancro
Le diete vegetariane sono in linea con le raccomandazioni per la prevenzione del cancro del World Cancer Research Fund e dell'American Institute for Cancer Research.
Sia nell'Adventist Health Study che nell'EPIC-Oxford è stata riscontrata tra i vegetariani una minore incidenza di alcuni tipi di tumore (della prostata, del colon-retto, dello stomaco, della vescica, linfoma non Hodgkin e mieloma multiplo) rispetto ai non-vegetariani. Tra i fattori protettivi delle diete vegetariane sono stati indicati l'assenza della carne (rossa, bianca e di pesce) e un maggiore consumo di frutta, verdura e di alcuni cibi vegetali come i pomodori e la frutta disidratata.
Il consumo di latticini potrebbe invece indebolire gli effetti protettivi della dieta vegetariana.

### Ipertensione arteriosa
I vegetariani tendono ad avere minori livelli di pressione sistolica e distolica rispetto ai non-vegetariani, con una riduzione mediamente compresa tra i 5 e i 10 mmHG.
Diversi vasti studi di popolazione (Adventist Health Study, Adventist Health Study 2, EPIC-Oxford) hanno riscontrato una minore incidenza di ipertensione arteriosa tra i vegetariani – e in particolare tra i vegani – rispetto ai non-vegetariani
Tra i fattori protettivi osservati tra i vegetariani sono stati individuati valori favorevoli di BMI e maggiori apporti di magnesio, potassio, fibra, antiossidanti, frutta e verdura.
Diete vegetariane sono state inoltre utilizzate con successo nel trattamento dell'ipertensione.

### Diabete mellito di tipo 2
Sia nell'Adventist Health Study che nell'Aventist Health Study 2 è stato riscontrato tra i vegetariani – e in particolare tra i vegani – una minore incidenza di diabete mellito di tipo 2 rispetto ai non-vegetariani.
Fattori protettivi delle diete vegetariane e in particolare di quelle vegane per la sindrome metabolica e il diabete sono da individuare in un basso indice glicemico e un basso carico glicemico, assenza della carne, consumo frequente di cereali integrali, legumi, verdura, frutta secca e fibra e valori di BMI, trigliceridi, glucosio, pressione sanguigna e giro vita tendenzialmente più favorevoli rispetto ai non-vegetariani.
Gli studi del ricercatore Neal D. Barnard (George Washington University School of Medicine) hanno dimostrato come il trattamento del diabete di tipo 2 mediante diete vegetariane – e in particolare diete vegane – favorisca la regredibilità della malattia, con risultati superiori a quelli ottenuti mediante le linee guida alimentari dell'American Diabetes Association.

### Osteoporosi
Da un'analisi pubblicata su Osteoporosis International nel 2004 è emerso che non vi sono differenze significative nella densità minerale ossea (BMD) tra latto-ovo-vegetariani e non-vegetariani.
Sui vegani invece i dati sulla BMD sono ancora scarsi: alcuni studi condotti in Asia hanno rilevato valori minori rispetto ai non-vegetariani, ma si trattava di donne con apporti di proteine e calcio molto bassi, entrambi fattori di rischio per la salute ossea a lungo termine
In un'analisi sull'incidenza di fratture condotta all'interno dell'EPIC-Oxford non sono state riscontrate differenze significative tra latto-ovo-vegetariani e non-vegetariani, mentre le donne vegane con un apporto di calcio inferiore ai 525 mg/die sono risultate a maggior rischio.
Secondo l'Academy of Nutrition and Dietetics i vegetariani, per favorire una buona salute ossea, devono assicurarsi l'assunzione di buoni apporti di calcio, magnesio e potassio (frutta e verdura), vitamina K (vegetali a foglia verde scuro), vitamina D (esposizione alla luce solare, prodotti fortificati o supplementi), un apporto adeguato ma non eccessivo di proteine, isoflavoni della soia e ridurre al contempo gli apporti di sodio.

### Demenza (Malattia di Alzheimer)
Nell'Adventist Health Study i vegetariani sono risultati soggetti ad un minor rischio di demenza rispetto ai non-vegetariani.
Fattori potenzialmente protettivi in una dieta vegetariana sono il maggiore apporto di antiossidanti, la minore incidenza di malattie cerebrovascolari e un uso ridotto di ormoni post-menopausa.
Un'eventuale condizione di iperomocisteinemia (condizione causata da bassi apporti di vitamina B12) potrebbe però costituire un fattore di rischio.

### Disturbi del comportamento alimentare
Alcuni studi hanno rilevato una più alta incidenza di disturbi del comportamento alimentare tra gli adolescenti vegetariani rispetto alla popolazione generale degli adolescenti, tuttavia secondo gli studiosi l'adozione di diete vegetariane non aumenta in alcun modo il rischio di sviluppare disordini alimentari, sebbene la scelta di una dieta vegetariana possa essere utilizzata per camuffare un preesistente disturbo del comportamento alimentare
Per questo motivo le diete vegetariane sono in qualche modo più diffuse tra gli adolescenti con disturbi del comportamento alimentare.

### Appendicite
Nell'Oxford Vegetarian Study i vegetariani sono risultati soggetti ad un rischio di appendicite acuta dimezzato rispetto ai non-vegetariani.

### Artrite reumatoide
Nell'Adventist Health Study i vegetariani sono risultati soggetti ad un rischio di artrite reumatoide dimezzato rispetto ai non-vegetariani. In svariati studi la dieta vegana associata a pratiche di digiunoterapia si è dimostrata un'efficace forma di trattamento della malattia.

### Asma bronchiale
In un'analisi tra oltre 27 000 statunitensi è stata rilevata tra le donne vegetariane una minore incidenza di asma rispetto alle non-vegetariane.
In uno studio condotto in Svezia la dieta vegana si è rivelata un'efficace forma di trattamento per l'asma bronchiale.

### Calcolosi biliare
In uno studio di coorte su 800 donne tra i 40 e i 69 anni le vegetariane sono risultate soggette ad un'incidenza di calcolosi biliare pari a meno della metà rispetto alle donne non-vegetariane.

### Cataratta
Nell'EPIC-Oxford i vegetariani sono risultati soggetti ad un rischio di cataratta ridotto del 30% rispetto ai non-vegetariani, con una riduzione ancora più evidente (del 40%) tra i vegani.

### Disturbi gastrointestinali
Nell'EPIC-Oxford i vegetariani sono risultati soggetti ad un rischio di diverticolite ridotto del 31% rispetto a non-vegetariani attenti alla propria salute, così come emerso anche in un precedente studio di coorte.
Fattori potenzialmente protettivi in una dieta vegetariana sono l'abbondanza di fibra e l'assenza di carni.
Sempre nell'EPIC-Oxford i vegetariani, e in particolare i vegani, sono risultati soggetti anche ad un rischio di costipazione ridotto rispetto ai non-vegetariani.

### Fibromialgia
La dieta vegana nella sua variante crudista si è dimostrata un'efficace forma di trattamento – almeno a breve termine – per la fibromialgia.

### Calcolosi renale
In un'analisi su 2500 vegetariani britannici è stata rilevata una presenza di calcoli nelle urine dimezzata rispetto alla popolazione generale.

### Altro

#### Contaminanti ambientali assunti con il cibo
Nel latte materno di donne vegetariane sono state rilevate minori concentrazioni di inquinanti ambientali (come DDT, DDE e PCB) rispetto a quello delle donne non-vegetariane.
In uno studio è stato osservato che i livelli di 17 composti chimici diversi nel latte di donne vegane erano nella maggior parte dei casi pari all'1-2% di quelli osservati nella popolazione generale, e il valore più alto rilevato era inferiore a quello più basso riscontrato tra la popolazione generale.
Altri studi sulle concentrazioni plasmatiche e fecali di inquinanti hanno rilevato che i vegetariani sono significativamente meno soggetti all'accumulo di tali composti, anche nel caso in cui viene consumato cibo prodotto nelle vicinanze di inceneritori di rifiuti.
È stato inoltre osservato che più a lungo una persona segue una dieta vegana, più i livelli di diossine e PBDE tendono a scendere.

#### Patrimonio genetico
È stato osservato che le donne anziane (tra i sessanta e i settant'anni) vegetariane presentano valori di stress ossidativo del DNA significativamente ridotti rispetto a donne anziane non-vegetariane, e non dissimili dai valori di donne più giovani (20-30 anni).
Uno studio pilota condotto dal dottor Dean Ornish (Preventive Medicine Research Institute) ha riscontrato che una dieta vegana come parte di un programma di cambiamenti intensivi nello stile di vita può avere un ruolo nel condizionare le espressioni geniche mediante la disattivazione o il depotenziamento di geni che promuovono l'insorgenza di patologie e contribuendo al contempo all'attivazione o al potenziamento di geni protettivi. Nello stesso studio è stato rilevato anche un aumento di lunghezza dei telomeri, terminazioni cromosomiche che contribuiscono a determinare la lunghezza della vita di un individuo.

#### Salute emotiva
In uno studio del 2010 è stata osservata nei vegetariani una migliore qualità dell'umore (bassa frequenza di emozioni negative) rispetto ai non-vegetariani. Secondo i ricercatori il risultato può essere spiegato con il maggiore apporto di grassi polinsaturi e il ridotto apporto di acido arachidonico osservati nei vegetariani, anche a fronte degli introiti tipicamente bassi di acidi grassi a lunga catena (EPA e DHA) di una dieta vegetariana, che potrebbero costituire un fattore di rischio per la depressione.
Analogamente, in uno studio del 2012, è stato osservato un miglioramento del tono dell'umore nei latto-ovo-vegetariani sia rispetto ai consumatori di carne e pesce sia rispetto ai consumatori di solo pesce, e gli autori sono giunti alla conclusione che una restrizione nell'assunzione di carni (sia rosse che bianche) e pesce migliora la qualità dell'umore.

## Studi di popolazione

### EPIC-Oxford
L'EPIC-Oxford è uno dei 23 centri dello studio EPIC (European Prospective Investigation into Cancer and Nutrition), il più vasto studio di popolazione sui rapporti tra dieta, fattori ambientali e stile di vita e incidenza di cancro e altre malattie croniche. Per l'EPIC-Oxford sono stati reclutati circa 65 000 soggetti tra la popolazione inglese, divisi poi in consumatori di carne, piscivori (consumatori di pesce ma non di altre carni), latto-ovo-vegetariani e vegani.
I risultati dello studio suggeriscono che i vegetariani seguono diete che generalmente aderiscono bene alle linee guida dietetiche, i vegani solitamente consumano più frutta e verdura dei latto-ovo-vegetariani e dei piscivori che, a loro volta, ne consumano più dei consumatori di carne. È stato osservato che i vegani generalmente consumano più carboidrati, meno proteine, meno grassi saturi, più grassi polinsaturi e più fibre alimentari rispetto ai consumatori di carne, mentre i latto-ovo-vegetariani e i piscivori hanno generalmente introiti di tali macronutrienti simili e si collocano in una posizione intermedia tra i vegani e i consumatori di carne. Nei vegani sono stati rilevati bassi introiti medi di vitamina B12 e calcio, i dati dello studio sono comunque stati ottenuti solamente a partire da cibi e bevande e non tengono in considerazione l'assunzione di vitamine e minerali attraverso integratori alimentari.
I valori di BMI sono risultati più bassi tra i vegani e più alti tra i consumatori di carne, intermedi e tra loro simili tra i latto-ovo-vegetariani e i piscivori. Fattori quali fumo, attività fisica e livello di istruzione si sono rivelati poco significativi nel determinare i valori di BMI, mentre le differenze nel consumo dei macronutrienti sono stati individuati come responsabili di oltre la metà delle differenze di BMI, in particolare un alto consumo di proteine e un basso consumo di fibre sono stati identificati come i principali fattori dietetici associati all'aumento del BMI.
Dopo un periodo di 12 anni di follow-up, l'incidenza di cancro allo stomaco e all'ovaia nei vegetariani si è rivelata notevolmente più ridotta rispetto ai consumatori di carne e più alta che nei piscivori, mentre l'incidenza di cancro alla vescica e ai tessuti linfatici ed ematopoietici nei vegetariani si è rivelata più ridotta sia rispetto ai consumatori di carne che ai piscivori. L'incidenza rilevata per tutti i tumori maligni nei vegetariani non presentava rilevanze significative rispetto ai piscivori.
I valori medi di IGF-1 (un ormone che stimola la proliferazione cellulare associato ad un aumento del rischio di cancro della prostata nell'uomo e della mammella nella donna) sono risultati simili nei latto-ovo-vegetariani e nei consumatori di carne, ma inferiori del 9% negli uomini vegani e del 13% nelle donne vegane. L'incidenza di ipertensione è risultata più bassa nei soggetti vegani e più alta nei soggetti consumatori di carne, mentre i latto-ovo-vegetariani e i piscivori hanno mostrato risultati intermedi e tra loro simili. Anche la pressione arteriosa sistolica e distolica ha mostrato notevoli differenze nei quattro gruppi, con i valori più alti tra i consumatori di carne e i valori più bassi tra i vegani.
L'incidenza di cataratta nei vegetariani e in particolare nei vegani si è rivelata minore rispetto agli altri gruppi,
similmente i vegetariani e in particolare i vegani sono risultati meno soggetti a costipazione.
La mortalità nei vegetariani e nei non-vegetariani è risultata simile, comunque inferiore a quella della media nazionale.

### Adventist Health Studies

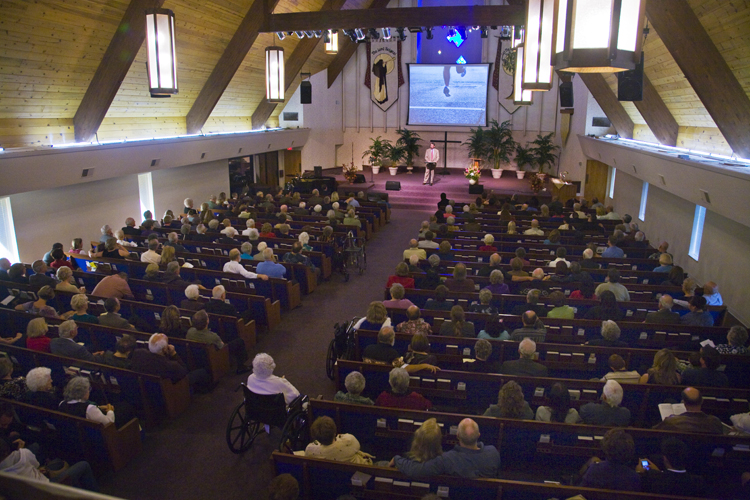
Avventisti del settimo giorno durante una celebrazione.

Gli Adventist Health Studies sono dei progetti di ricerca condotti dalla Loma Linda University atti ad investigare i rapporti tra stile di vita e salute presso gli aderenti alla Chiesa degli avventisti del settimo giorno. Gli avventisti del settimo giorno sono stati in modo crescente oggetto di studi epidemiologici, poiché rispetto alla popolazione generale tendono ad essere molto più omogenei sotto molti aspetti dello stile di vita e più eterogenei nelle abitudini alimentari. Alcune caratteristiche dello stile di vita come il forte consumo di sigarette e di alcool e le diete ad alto contenuto di grassi, che possono confondere o modificare gli effetti di altri fattori rendendone difficile lo studio, nella popolazione avventista sono in larga misura assenti, parallelamente tra gli aderenti a questa comunità religiosa vi è un'ampia varietà di abitudini alimentari, dal vegetalismo alla dieta comune degli statunitensi.
L'Adventist Health Study 1 è uno studio prospettico durato 12 anni (dal 1976 al 1988) su una coorte di 34 198 avventisti della California, il 30% dei quali vegetariani. Questi ultimi, rispetto ai soggetti non-vegetariani, risultarono avere un minore rischio di cardiopatia ischemica (soprattutto tra gli uomini), tumori del colon-retto e della prostata, obesità, ipertensione, diabete mellito di tipo 2 e artrite reumatoide.
L'Adventist Health Study 2, iniziato nel 2002 e tuttora in corso, è uno studio che sta coinvolgendo 96 000 avventisti, di cui il 31,6% latto-ovo-vegetariani e il 4,2% vegani. I dati preliminari mostrano che i vegetariani – e in particolare i vegani – tendono ad avere una minore incidenza di ipertensione, sovrappeso e obesità, sindrome metabolica e diabete mellito di tipo 2.

### Oxford Vegetarian Study
L'Oxford Vegetarian Study è uno studio prospettico condotto tra il 1985 e il 1986 su 6000 non consumatori di carne (soprattutto vegetariani ma anche qualche piscivoro) e 5000 consumatori di carne (usati come gruppo di controllo) reclutati tra la popolazione inglese.
I livelli di colesterolo totale e di colesterolo LDL risultarono entrambi significativamente inferiori nei vegani rispetto ai consumatori di carne, mentre i vegetariani e i piscivori avevano valori intermedi e tra loro simili; i livelli di colesterolo HDL erano invece simili in tutti i quattro gruppi.
I non consumatori di carne inoltre sono risultati soggetti ad un rischio inferiore di appendicite acuta e con un BMI minore rispetto ai consumatori di carne.
Un confronto tra la mortalità dei consumatori di carne e dei non consumatori di carne dopo 12 anni di follow-up pubblicato sul British Medical Journal ha mostrato, dopo adattamento per fumo, BMI e classe sociale, che chi non consuma carne ha un minore tasso di mortalità per tutte le cause di morte combinate, cardiopatia ischemica e tutti i tipi di tumori combinati. Le differenze sono risultate statisticamente significative per tutte le cause di morte e per tutti i tumori combinati.

### Heidelberg Study
L'Heidelberg Study è uno studio prospettico che ha seguito per 21 anni (dal 1984 al 2005) un totale di 1225 vegetariani e 679 non-vegetariani con uno stile di vita sano reclutati tra la popolazione tedesca. La mortalità generale tra i due gruppi non mostrava differenze di rilievo, mentre si è rivelata ridotta rispetto alla popolazione generale. La dieta vegetariana è stata associata a una riduzione non statisticamente significativa di mortalità per cardiopatia ischemica rispetto ai non-vegetariani, secondo gli studiosi attribuibile in parte all'astensione dalla carne.